# Thuyết tương đối hẹp
Trong vật lý học, thuyết tương đối hẹp (SR, hay còn gọi là thuyết tương đối đặc biệt hoặc STR) là một lý thuyết vật lý đã được xác nhận bằng thực nghiệm và chấp nhận rộng rãi đề cập về mối quan hệ giữa không gian và thời gian. Theo cách trình bày logic ban đầu của Albert Einstein, thuyết tương đối hẹp dựa trên hai tiên đề:
1. Các định luật vật lý là bất biến (hay đồng nhất) trong mọi hệ quy chiếu quán tính (hệ quy chiếu chuyển động không có gia tốc).
2. Tốc độ ánh sáng trong chân không là như nhau đối với mọi quan sát viên, bất kể chuyển động của nguồn phát ánh sáng như thế nào.

Albert Einstein lần đầu tiên đề xuất ra thuyết tương đối hẹp vào năm 1905 trong bài báo "Về điện động lực của các vật thể chuyển động". Sự không phù hợp giữa cơ học Newton với các phương trình Maxwell của điện từ học và thiếu bằng chứng thực nghiệm xác nhận giả thuyết tồn tại môi trường ête siêu sáng đã dẫn tới sự phát triển thuyết tương đối hẹp, lý thuyết đã miêu tả đúng lại cơ học trong những tình huống chuyển động bằng vài phần tốc độ ánh sáng (còn gọi là vận tốc tương đối tính). Ngày nay thuyết tương đối hẹp là lý thuyết miêu tả chính xác nhất chuyển động của vật thể ở tốc độ bất kỳ khi có thể bỏ qua ảnh hưởng của lực hấp dẫn. Tuy vậy, cơ học Newton vẫn được sử dụng (do tính đơn giản và độ chính xác cao) khi chuyển động của vật thể khá nhỏ so với tốc độ ánh sáng.
Cho đến tận khi Einstein phát triển thuyết tương đối rộng, để bao gồm hệ quy chiếu tổng quát (hay chuyển động có gia tốc) và lực hấp dẫn, thuật ngữ "thuyết tương đối hẹp" mới được áp dụng. Có một bản dịch đã sử dụng thuật ngữ "thuyết tương đối giới hạn"; "đặc biệt" thực sự có nghĩa là "trường hợp đặc biệt".
Thuyết tương đối hẹp ẩn chứa các hệ quả rộng lớn, mà đã được xác nhận bằng thực nghiệm, bao gồm hiệu ứng co độ dài, giãn thời gian, khối lượng tương đối tính, sự tương đương khối lượng-năng lượng, giới hạn của tốc độ phổ quát và tính tương đối của sự đồng thời. Lý thuyết đã thay thế khái niệm trước đó là thời gian phổ quát tuyệt đối thành khái niệm thời gian phụ thuộc vào hệ quy chiếu và vị trí không gian. Không còn khoảng thời gian bất biến giữa hai sự kiện mà thay vào đó là khoảng không thời gian bất biến. Kết hợp với các định luật khác của vật lý, hai tiên đề của thuyết tương đối hẹp dự đoán sự tương đương của khối lượng và năng lượng, như thể hiện trong công thức tương đương khối lượng-năng lượng E = mc2, với c là tốc độ ánh sáng trong chân không.
Một đặc điểm khác biệt của thuyết tương đối đặc biệt đó là phép biến đổi Galileo của cơ học Newton được thay thế bằng phép biến đổi Lorentz. Thời gian và không gian không còn tách biệt hoàn toàn khỏi nhau trong lý thuyết nữa. Chúng được đan xen vào nhau thành thể thống nhất liên tục là không-thời gian. Các sự kiện xảy ra trong cùng một thời điểm đối với một quan sát viên có thể xảy ra ở thời điểm khác nhau đối với một quan sát viên khác.
Lý thuyết "đặc biệt" là do nó chỉ áp dụng cho những trường hợp đặc biệt mà độ cong của không thời gian do lực hấp dẫn là không đáng kể. Để bao hàm cả trường hấp dẫn, Einstein đã thiết lập lên thuyết tương đối rộng vào năm 1915. Thuyết tương đối hẹp vẫn miêu tả được chuyển động có gia tốc cũng như cho các hệ quy chiếu chuyển đối với gia tốc đều (hay tọa độ Rindler).
Tính tương đối Galileo bây giờ được xem như là trường hợp xấp xỉ của nguyên lý tương đối Einstein đối với các tốc độ nhỏ, và thuyết tương đối hẹp được xem như là trường hợp xấp xỉ của thuyết tương đối rộng đối với trường hấp dẫn yếu, nghĩa là trong một phạm vi đủ nhỏ và trong điều kiện rơi tự do. Trong khi công cụ của thuyết tương đối rộng là hình học không gian cong Riemann biểu diễn các hiệu ứng hấp dẫn như là độ cong của không thời gian, thuyết tương đối được giới hạn trong không thời gian phẳng hay được gọi là không gian Minkowski. Thuyết tương đối hẹp áp dụng cho một hệ quy chiếu bất biến Lorentz cục bộ có thể được xác định trên phạm vi đủ nhỏ, thậm chí đặt trong không thời gian cong.
Galileo Galilei đã từng suy xét khi cho rằng không có trạng thái nghỉ tuyệt đối và được xác định rõ (hay không có hệ quy chiếu ưu tiên), mà ngày nay các nhà vật lý gọi là nguyên lý tương đối Galileo. Einstein đã mở rộng nguyên lý này để tính tới tốc độ không đổi của ánh sáng, một hiện tượng đã được quan sát và chứng minh trước độ trong thí nghiệm Michelson–Morley. Không chỉ áp dụng cho tốc độ ánh sáng, ông cũng mạnh dạn mở rộng giả thuyết vẫn đúng cho mọi định luật vật lý, bao gồm các định luật của cơ học và của điện động lực học cổ điển.

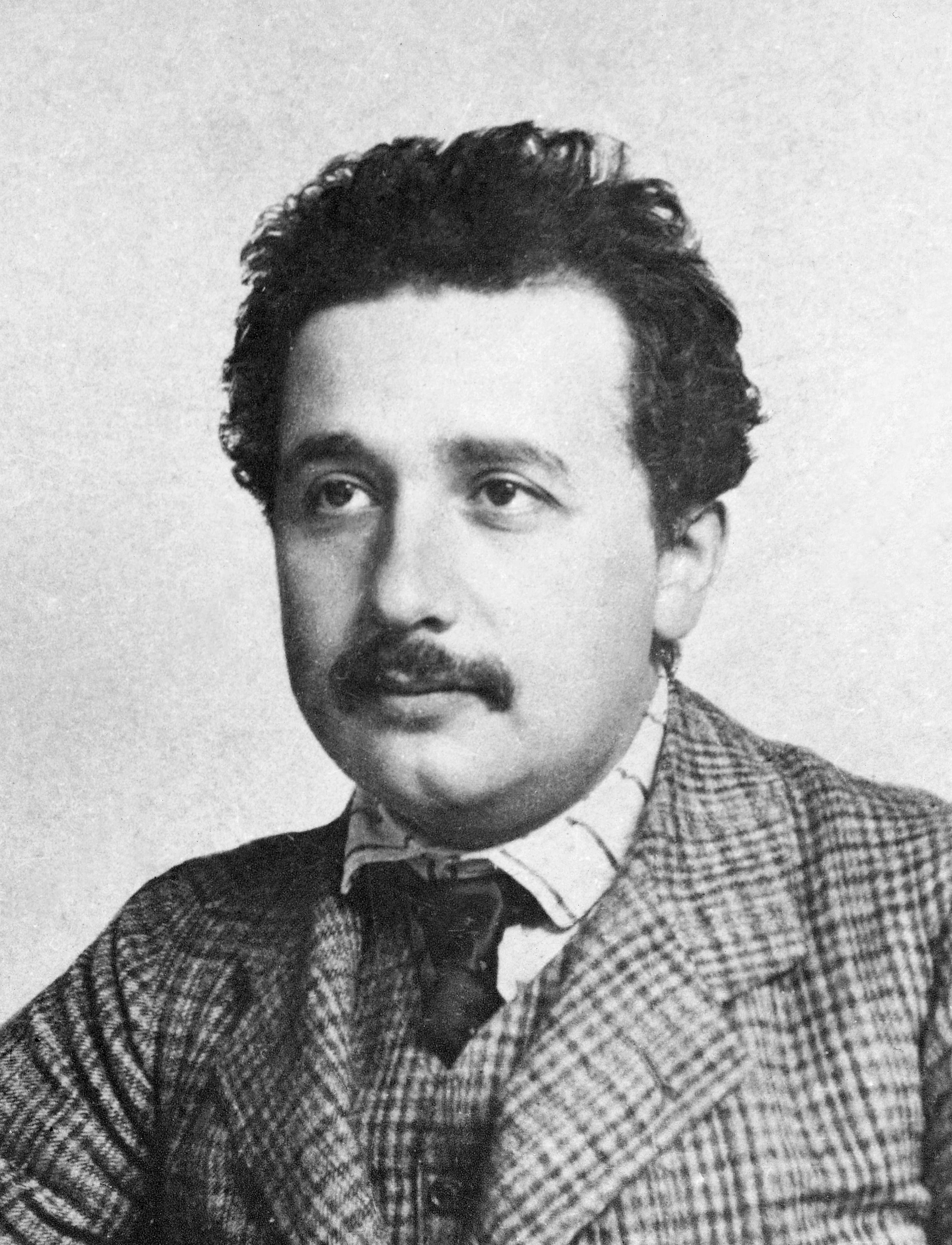
Albert Einstein khoảng năm 1905, năm ông công bố các bài báo kỳ diệu ("Annus Mirabilis papers") – bao gồm bài báo Zur Elektrodynamik bewegter Körper, bài báo thiết lập cơ sở của thuyết tương đối hẹp.

## Các tiên đề
Einstein nhận thức hai tiên đề dường như là chắc chắn nhất, bất kể sự đúng đắn chính xác của các định luật vật lý được biết đến (khi ấy) của cơ học hay của điện động lực học. Các tiên đề này là tính không đổi của tốc độ ánh sáng và tính độc lập của các định luật vật lý (đặc biệt là tính không thay đổi của tốc độ ánh sáng) từ việc lựa chọn hệ quy chiếu quán tính để miêu tả chúng. Trong trình bày ban đầu của ông về thuyết tương đối hẹp năm 1905 Einstein thể hiện hai tiên đề như sau:
- Nguyên lý tương đối – Các định luật về những trạng thái của các hệ vật lý trải qua sự thay đổi không bị ảnh hưởng bởi, cho dù những sự thay đổi trạng thái được miêu tả trong hệ quy chiếu này hoặc hệ kia mà hai hệ này chuyển động tịnh tiến đều đối với nhau.[1]
- Nguyên lý của tính bất biến tốc độ ánh sáng – "... ánh sáng luôn luôn lan truyền trong chân không với vận tốc [tốc độ] xác định c mà độc lập với trạng thái chuyển động của nguồn phát" (trích đoạn tóm tắt mở đầu).[1] Có nghĩa là ánh sáng trong chân không chuyển động với tốc độ c (một hằng số cố định, độc lập với hướng chuyển động) trong ít nhất mọi hệ quy chiếu quán tính (còn gọi là "hệ quy chiếu dừng"), bất kể trạng thái chuyển động của nguồn sáng là như thế nào.

Việc rút ra các công thức và hệ quả của thuyết tương đối hẹp không chỉ phụ thuộc vào hai tiên đề đã nêu tường minh ở trên, nhưng cũng dựa trên một số nguyên lý ngầm (được sử dụng trong mọi lý thuyết vật lý), bao gồm tính đẳng hướng và đồng nhất của không gian và sự độc lập của các thước đo và đồng hồ khỏi lịch sử của chúng.
Đi theo các lập luận của Einstein về thuyết tương đối hẹp trong bài báo năm 1905, nhiều tập hợp các tiên đề khác nhau đã được đề xuất cho các cách khác để rút ra các hệ quả của lý thuyết. Tuy vậy, hầu hết các tập hợp tiên đề hay gặp nhất vẫn là áp dụng lại các tiên đề của Einstein trong bài báo gốc của ông. Một dạng phát biểu toán học của nguyên lý tương đối đã được Einstein phát triển về sau, khi ông giới thiệu ra khái niệm về sự đơn giản mà đã không được đề cập ở trên:
Nguyên lý tương đối đặc biệt: Nếu một hệ tọa độ K được chọn sao cho, trong liên hệ với nó, các định luật vật lý thỏa mãn tốt trong dạng đơn giản nhất của chúng, các định luật giống nhau thỏa mãn tốt trong liên hệ với bất kỳ một hệ tọa độ K' khác chuyển động tịnh tiến đều so với K.

Henri Poincaré đã đưa ra khuôn khổ toán học cho thuyết tương đối bằng cách chứng minh rằng các phép biến đổi Lorentz là một tập con của nhóm Poincaré trong các phép biến đổi đối xứng. Einstein trong bài báo năm 1905 ông đã rút ra được các phép biến đổi Lorentz từ những tiên đề của mình.
Và nhiều bài báo về sau của Einstein ông đều trình bày cách rút ra phép biến đổi Lorentz dựa trên hai tiên đề cơ sở đã nêu ở trên.
Einstein đã đặt nền tảng vững chắc cho phép rút ra bất biến Lorentz (đặc tính cốt lõi của thuyết tương đối hẹp) khi ông chỉ dựa trên hai tiên đề cơ bản là nguyên lý tương đối và tốc độ ánh sáng hằng số. Ông viết:
Nhận thức cơ bản về thuyết tương đối hẹp ở điểm: Các giả thiết về nguyên lý tương đối và bất biến tốc độ ánh sáng là tương thích nếu các liên hệ của một loại mới ("biến đổi Lorentz") trở thành tiên đề cho sự chuyển đổi tọa độ và thời gian của các sự kiện... Nguyên lý phổ quát của thuyết tương đối hẹp chứa đựng trong tiên đề: Các định luật vật lý là bất biến dưới phép biến đổi Lorentz (cho sự chuyển từ một hệ quy chiếu quán tính ban đầu sang một hệ quy chiếu quán tính bất kỳ được chọn khác). Đây là nguyên lý chi phối cho các định luật tự nhiên...

Do vậy nhiều nghiên cứu hiện đại về thuyết tương đối hẹp chỉ dựa trên một tiên đề về tính bất biến Lorentz phổ quát, hoặc một cách tương đương, dựa trên một tiên đề về không thời gian Minkowski.
Nếu chỉ từ nguyên lý tương đối mà không giả thiết thêm tốc độ ánh sáng là không đổi (tức là sử dụng tính chất đẳng hướng của không gian và sự đối xứng hàm ẩn bởi nguyên lý của thuyết tương đối hẹp) có thể chứng minh được rằng các phép biến đổi không thời gian giữa các hệ quy chiếu quán tính hoặc là biến đổi Euclid, Galileo hay biến đổi Lorentz. Trong trường hợp biến đổi Lorentz, ta nhận được sự bảo toàn của các thời khoảng tương đối tính (relativistic interval conservation) và một tốc độ giới hạn hữu hạn. Nhiều thí nghiệm đã chỉ ra là tốc độ này là tốc độ ánh sáng trong chân không.
Sự không đổi của tốc độ ánh sáng thúc đẩy từ lý thuyết điện từ của Maxwell và thực tế không có môi trường ête mà ánh sáng truyền trong nó (giống như không khí giúp truyền sóng âm). Khi được hỏi các kết quả từ thí nghiệm Michelson–Morley có vai trò như thế nào với thuyết tương đối hẹp, Einstein trả lời rằng thí nghiệm không có vai trò gì trong quá trình ông hình thành lên lý thuyết và thuyết tương đối không phải được lập ra là để giải thích cho các kết quả này. Cho dù vậy, kết quả của thí nghiệm Michelson–Morley chứng thực cho sự không đổi của tốc độ ánh sáng và giúp cho tiên đề này nhanh chóng được chấp nhận rộng rãi.

### Cấu hình tiêu chuẩn
Để hiểu rõ hơn về cách tọa độ không thời gian được đo bởi các nhà quan sát trong các khung tham chiếu khác nhau so với nhau, thật hữu ích khi làm việc với một thiết lập đơn giản với các khung trong cấu hình tiêu chuẩn.:107Với sự cẩn thận, điều này cho phép đơn giản hóa toán học mà không mất tính tổng quát trong các kết luận đạt được. Trong hình 2‑1, hai khung tham chiếu Galilê (tức là khung 3 không gian thông thường) được hiển thị theo chuyển động tương đối. Khung S thuộc về người quan sát thứ nhất O và khung S' (phát âm là "S Prime" hoặc "S dash") thuộc về người quan sát thứ hai O'.
- Trục x, y, z  là các trục của khung S được định hướng song song với các trục được mồi theo khung tương ứng S′.
- Frame S′ di chuyển, để đơn giản, theo một hướng duy nhất: x-hướng của khung S với vận tốc không đổi v được đo trong khung S.
- Nguồn gốc của khung S và S′ là trùng hợp khi thời gian t = 0 cho khung S và t = 0 cho khung S.

Vì không có khung tham chiếu tuyệt đối trong lý thuyết tương đối, nên một khái niệm di chuyển không tồn tại nghiêm ngặt, vì mọi thứ có thể đang chuyển động đối với một số khung tham chiếu khác. Thay vào đó, bất kỳ hai khung hình nào di chuyển với cùng tốc độ theo cùng một hướng được gọi là comoving. Do đó, "S và S không phải là comoving.

## Không có hệ quy chiếu tuyệt đối
Nguyên lý tương đối, mà nội dung là các định luật vật lý có cùng dạng thức trong mọi hệ quy chiếu quán tính, có lịch sử từ Galileo, và được đưa vào vật lý Newton. Nhưng vào cuối thế kỷ 19, việc khám phá ra sự tồn tại của sóng điện từ đưa các nhà vật lý đề xuất ra một chất nền ête (aether) tràn ngập trong vũ trụ mà nó có vai trò là môi trường giúp ánh sáng lan truyền. Ête được cho là thành phần của một "hệ quy chiếu tuyệt đối" mà trên đó dùng để đo tốc độ, và hệ quy chiếu này được xem là cố định và bất biến. Chất ête giả thuyết này có những tính chất kỳ lạ: nó đủ đàn hồi để hỗ trợ cho sóng điện từ, và các sóng này có thể tương tác với vật chất, và môi trường ête không gây ra ma sát khi vật thể đi qua nó. Tuy nhiên, nhiều kết quả thí nghiệm khác nhau bao gồm thí nghiệm Michelson–Morley chỉ ra rằng không tồn tại chất ête này. Thuyết tương đối đặc biệt của Einstein đã bác bỏ khái niệm aether và sự tồn tại của hệ quy chiếu tuyệt đối. Trong thuyết tương đối, trong cùng một hệ quy chiếu bất kỳ chuyển động đều, mọi định luật vật lý sẽ cho cùng một kết quả. Đặc biệt là, tốc độ ánh sáng trong chân không luôn luôn đo được bằng c, ngay cả khi đang đo trong nhiều hệ quy chiếu chuyển động với vận tốc đều khác nhau.

### Hệ quy chiếu và chuyển động tương đối

Hệ quy chiếu O'x'y'z' đang chuyển động tương đối so với hệ quy chiếu Oxyz với vận tốc không đổi v dọc theo trục x, nhìn từ một quan sát viên đứng trong hệ quy chiếu Oxyz. Theo nguyên lý tương đối, một quan sát viên đứng yên trong hệ quy chiếu O'x'y'z' quan sát thấy hệ Oxyz đang chuyển động với vận tốc không đổi −v. Sự thay đổi tốc độ lan truyền tương tác trong cơ học phi tương đối tính từ vô hạn sang giá trị hữu hạn sẽ đòi hỏi sự thay đổi trong phương trình biến đổi ánh xạ các sự kiện từ một hệ quy chiếu này sang hệ quy chiếu kia.

Hệ quy chiếu đóng một vai trò quan trọng trong thuyết tương đối hẹp. Thuật ngữ hệ quy chiếu được sử dụng ở đây là một khung cảnh quan sát trong không gian mà không đang trải qua một thay đổi nào trong chuyển động đều (tức là xuất hiện chuyển động gia tốc), và từ khung cảnh này vị trí có thể đo theo ba trục không gian. Thêm vào đó, một hệ quy chiếu có khả năng xác định các phép đo thời gian của các sự kiện sử dụng một 'đồng hồ' (nghĩa là bất kỳ một thiết bị tham chiếu nào có cơ cấu chuyển động tuần hoàn).
Một sự kiện là một sự xuất hiện mà có thể gán cho tọa độ trong một hệ quy chiếu ở một thời điểm duy nhất trong thời gian và vị trí trong không gian: nó là một "điểm" trong không thời gian. Vì tốc độ ánh sáng là không đổi trong thuyết tương đối trong mọi hệ quy chiếu, các xung ánh sáng có thể được sử dụng để đo khoảng cách một cách rõ ràng và tham chiếu đến thời gian mà các sự kiện xảy ra ở đồng hồ đo, thậm chí khi ánh sáng mất một khoảng thời gian để đi tới đồng hồ sau khi sự kiện đã diễn ra.
Ví dụ, vụ nổ một bánh pháo có thể coi như là một "sự kiện". Chúng ta có thể xác định hoàn toàn sự kiện này trong không thời gian bốn chiều: Thời gian xảy ra và vị trí không gian 3 chiều của nó xác định lên điểm tọa độ. Đặt hệ quy chiếu này là S.
Trong thuyết tương đối chúng ta thường muốn tính vị trí của một điểm từ một điểm quy chiếu khác.
Giả sử chúng ta có hệ quy chiếu thứ hai S′, mà các trục không gian và đồng hồ nằm trùng với của hệ S ở lúc thời điểm bằng 0, và bắt đầu chuyển động với vận tốc đều v so với S dọc theo trục x.
Bởi vì không có hệ quy chiếu tuyệt đối trong thuyết tương đối, khái niệm 'đang chuyển động' không mang nghĩa tuyệt đối, khi có thể coi một thứ như đang chuyển động với một hệ quy chiếu khác. Thật vậy, bất kỳ hai hệ quy chiếu nào chuyển động với cùng vận tốc trong cùng một hướng được nói là cùng chuyển động. Do vậy, S và S′ không cùng chuyển động.

### Phép biến đổi Lorentz

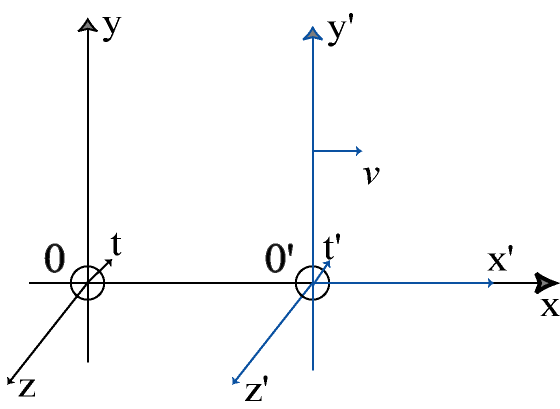
Minh họa trường hợp đặc biệt để dẫn ra phép biến đổi Lorentz cuả lược đồ hệ quy chiếu cho các phép biến đổi Lorentz đặc biệt </br>
(Mô tả trên hình ảnh: Giản đồ hiển thị các hình học không-thời gian được sử dụng trong các phép biến đổi Lorentz đặc biệt.)

Xét hai hệ quy chiếu {\displaystyle {\mathcal {R'}}} và {\displaystyle {\mathcal {R}}}, trong đó hệ quy chiếu {\displaystyle {\mathcal {R'}}} chuyển động với vận tốc đều {\displaystyle {\vec {v}}} so với hệ {\displaystyle {\mathcal {R}}}. Để phân tích cho đơn giản, đầu tiên chúng ta xét trường hợp "đặc biệt", trong đó ký hiệu ba trục không gian của hai hệ quy chiếu lần lượt tương ứng là x, y, z và x′, y′, z′ song song với nhau, ban đầu các trục trùng nhau tại O và O' và cả hai đồng hồ đều chỉ t = 0 và t' = 0. Sau đó O′x′ bắt đầu chuyển động với vận tốc {\displaystyle {\vec {v}}} so với trục Ox. Trường hợp "đặc biệt" này không làm ảnh hưởng đến kết quả tổng quát. Công thức của phép biến đổi cho trường hợp hai hệ quy chiếu chuyển động theo hướng bất kỳ sẽ được đưa ra ở dưới.
Hai tiên đề của Einstein đưa đến phép biến đổi mang tên nhà vật lý Hendrik Lorentz. Công thức Lorentz cho phép biểu diễn các tọa độ (x, y, z, t) của một sự kiện nằm trong hệ quy chiếu đứng yên (chẳng hạn trên Trái Đất) như là hàm của các tọa độ (x′, y′, z′, t′) của cùng sự kiện nhưng ở trong hệ quy chiếu đang chuyển động (chẳng hạn trong tên lửa). Công thức liên hệ:
với {\displaystyle \beta } và {\displaystyle \gamma } là các hệ số xác định bằng 
{\displaystyle \beta =v/c\qquad \gamma ={\frac {1}{\sqrt {1-\beta ^{2}}}}}
Các công thức này là dạng thu gọn và sẽ trở thành công thức cho phép quay nếu chúng ta sử dụng hàm hyperbolic đối số θ, cho vận tốc, tương ứng với quay một góc trong không gian Minkowski, xác định bởi
{\displaystyle \tanh \theta =v/c\equiv \beta \qquad {\text{và}}\qquad \theta =\operatorname {artanh} (v/c)\equiv \operatorname {artanh} \,\beta }
Bằng cách đặt trên thu được
{\displaystyle \gamma =(1-\beta ^{2})^{-1/2}=(1-\tanh ^{2}\,\theta )^{-1/2}=\cosh \,\theta }
và
Phép biến đổi ngược có thể thu được bằng cách đặt β bằng -β, và θ bằng -θ.
Lưu ý: để xác định dấu của sinh θ chỉ cần xét một điểm đứng yên trong hệ quy chiếu (chẳng hạn trong hệ quy chiếu gắn cùng với tên lửa, ví dụ với x′ = 0) và xét xem dấu của các tọa độ không gian còn lại ở hệ quy chiếu kia (chẳng hạn hệ quy chiếu cố định trong đó x tăng dần nếu vận tốc của tên lửa có dấu dương).
Viết công thức của phép biến đổi Lorentz và dạng nghịch đảo của nó theo hiệu của các tọa độ, mà ví dụ một sự kiện có tọa độ (x1, t1) và (x′1, t′1), một sự kiện khác có tọa độ (x2, t2)  và (x′2, t′2), và hiệu các tọa độ này bằng
{\displaystyle {\begin{array}{ll}\Delta x'=x'_{2}-x'_{1}&\Delta x=x_{2}-x_{1}\\\Delta t'=t'_{2}-t'_{1}&\Delta t=t_{2}-t_{1}\\\end{array}}}
chúng ta thu được
{\displaystyle {\begin{array}{ll}\Delta x'=\gamma \ (\Delta x-v\,\Delta t)&\Delta x=\gamma \ (\Delta x'+v\,\Delta t')\\\Delta t'=\gamma \ \left(\Delta t-{\dfrac {v\,\Delta x}{c^{2}}}\right)&\Delta t=\gamma \ \left(\Delta t'+{\dfrac {v\,\Delta x'}{c^{2}}}\right)\\\end{array}}}
Các hiệu ứng này có liên hệ tường minh với cách chúng ta đo khoảng thời gian giữa các sự kiện xảy ra ở cùng vị trí trong một hệ tọa độ (gọi là các sự kiện "đồng cục bộ"). Những khoảng thời gian này sẽ khác nhau trong một hệ quy chiếu khác chuyển động so với hệ quy chiếu đầu tiên, trừ khi các sự kiện xảy ra đồng thời. Tương tự, các hiệu ứng này cũng liên hệ với khoảng cách đo giữa hai sự kiện xảy ra đồng thời nhưng tách biệt về vị trí trong một hệ tọa độ. Nếu các sự kiện này không đồng cục bộ, nhưng cách nhau bởi một khoảng cách (không gian), chúng sẽ không xảy ra ở cùng một khoảng cách không gian so với nhau khi nhìn từ một hệ quy chiếu đang chuyển động đều khác. Tuy nhiên, khoảng không thời gian sẽ là như nhau đối với mọi quan sát viên.
| Phép biến đổi Lorentz cho chuyển động theo hướng bất kỳ |
| --- |
| Trường hợp đặc biệt của phép biến đổi nêu ở trên thường được áp dụng vì dạng đơn giản của nó, và có thể viết ra công thức tổng quát cho trường hợp bất kỳ. Trường hợp tổng quát khi không có một trong các trục tọa độ song song với nhau và chuyển động theo hướng bất kỳ với vận tốc miêu tả bởi vectơ vận tốc {\displaystyle {\vec {v}}}. Luôn luôn có thể tách vectơ {\displaystyle {\vec {r}}} thành hai thành phần: một thành phần song song {\displaystyle {\vec {r}}_{//}} và một thành phần vuông góc {\displaystyle {\vec {r}}_{\bot }}. Do vậy: {\displaystyle {\vec {r}}={\vec {r}}_{//}+{\vec {r}}_{\bot }} Đặt {\displaystyle {\vec {\beta }}={\vec {v}}/c} Phép biến đổi Lorentz trở thành: {\displaystyle \left\{{\begin{matrix}ct'=\gamma (ct-{\vec {\beta }}{\cdot }{\vec {r}})\\{\vec {r'}}_{//}=\gamma (-{\vec {\beta }}ct+{\vec {r}}_{//})\\{\vec {r'}}_{\bot }={\vec {r}}_{\bot }\\\end{matrix}}\right.} dẫn đến {\displaystyle {\vec {r'}}={\vec {r'}}_{\bot }+{\vec {r'}}_{//}=\gamma (-{\vec {\beta }}ct+{\vec {r}}_{//})+{\vec {r}}_{\bot }=\gamma (-{\vec {\beta }}ct+{\vec {r}})-(\gamma -1){\vec {r}}_{\bot }} Khi {\displaystyle {\vec {\beta }}\times {\vec {r}}={\vec {\beta }}\times ({\vec {r}}_{\bot }+{\vec {r}}_{//})={\vec {\beta }}\times {\vec {r}}_{\bot }} ta có (phép nhân có hướng vectơ với {\displaystyle {\vec {\beta }}}) {\displaystyle {\vec {\beta }}\times ({\vec {\beta }}\times {\vec {r}})=-\beta ^{2}{\vec {r}}_{\bot }} Do vậy chúng ta nhận được biểu thức tổng quát của phép biến đổi Lorentz: {\displaystyle \left\{{\begin{matrix}ct'=\gamma (ct-{\vec {\beta }}{\cdot }{\vec {r}})\\{\vec {r'}}=\gamma (-{\vec {\beta }}ct+{\vec {r}})+[(\gamma -1)/\beta ^{2}]\,{\vec {\beta }}\times ({\vec {\beta }}\times {\vec {r}})\\\end{matrix}}\right.} |

### Phép đo so với hình ảnh nhìn thấy
Hiệu ứng giãn thời gian và co độ dài không phải là những ảo ảnh quang học mà là những hiệu ứng thực sự. Các phép đo hai hiệu ứng này không phải là hiệu ứng Doppler giả, chúng là kết quả của sự bỏ qua thời gian ánh sáng truyền đi trên một quãng đường từ một sự kiện đến quan sát viên.
Do đó, các nhà vật lý phân biệt rõ ràng giữa phép đo hoặc quan sát so với hình ảnh nhìn thấy, hoặc đơn giản là nhìn thấy.

Hình 1-13. So sánh độ co chiều dài đo được của một hình khối so với hình dáng trực quan của nó. Hình chiếu từ mặt trước của hình lập phương với khoảng cách bằng bốn lần chiều dài các cạnh của hình lập phương, bằng ba phần tư cách từ dưới lên trên, như được chiếu lên một màn hình thẳng đứng (để ban đầu các đường thẳng đứng của hình lập phương có thể là song song). </br> Chú thích: Bên trái: Hình ảnh trực quan (ở đây là hình lập phương) </br> Bên phải: Hình ảnh bị co ngắn lại (ở đây cũng là hình lập phương nhưng sau khi bị co chiều dài thì thành hình hộp chữ nhật nhưng bị dẹt một phần; còn c từ 0.00→0.90 là tốc độ co ngắn chiều dài hoặc là tốc độ quay của nó để tạo ra hình như bên phải)

Trong nhiều năm, việc phân biệt giữa hai hành động này không được xem xét một cách cẩn thận. Ví dụ, trước đây các nhà vật lý đa số nghĩ rằng sự co độ dài của một vật vượt qua một quan sát viên thực ra chỉ là nhìn thấy độ dài co lại. Năm 1959, James Terrell và Roger Penrose đã độc lập chỉ ra các hiệu ứng từ sự chênh lệch trễ thời gian trong tín hiệu đến quan sát viên từ những phần khác nhau của vật thể đang chuyển động tạo ra hình ảnh của vật thể đang chuyển động khá khác so với hình dạng đo được. Ví dụ, một vật đang chạy ra xa sẽ dường như co lại, trong khi vật đang chạy lại gần dường như bị kéo dài ra, và một vật bằng qua sẽ có hình ảnh trông bị xiên mà như bởi sự quay. Một quả cầu chuyển động vẫn giữ hình ảnh của quả cầu, mặc dù các ảnh gắn trên bề mặt của nó sẽ bị bóp méo.

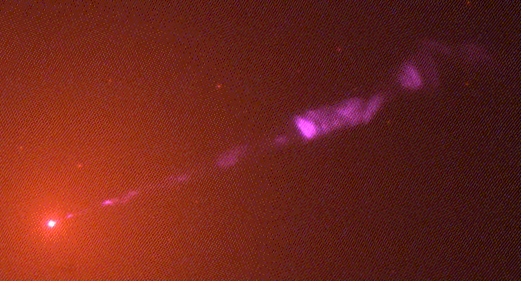
Hình 1-14. Lỗ đen ở trung tâm thiên hà M87 phóng ra luồng tia chứa các electron và hạt hạ nguyên tử chuyển động với vận tốc gần bằng vận tốc ánh sáng.

Hình 1‑13 minh họa một khối lập phương nhìn từ khoảng cách xa bằng 4 lần chiều dài cạnh của nó. Ở vận tốc cao, các cạnh của khối lập phương mà vuông góc với hướng chuyển động trông như có dạng đường hypebol. Khối lập phương thực sự không bị quay. Thực sự là, ánh sáng từ đằng sau khối lập phương mất thêm thời gian để đi tới mắt của quan san viên so với từ cạnh trước, trong khoảng thời gian ấy thì khối lập phương đã di chuyển sang phía phải. Hình minh họa cho hiện tượng được biết đến đó là sự quay Terrell hoặc hiệu ứng Terrell–Penrose.
Một ví dụ khác về hình ảnh biểu kiến hiện lên khác lạ so với đo lường từ quan sát của chuyển động siêu sáng (superluminal motion) ở nhiều thiên hà vô tuyến, vật thể BL Lac, quasar, và các thiên thể thiên văn vật lý khác phát ra các tia có vận tốc tương đối tính chứa vật chất dưới một góc hẹp so với tầm nhìn của quan sát viên. Và ảo ảnh quang học xuất hiện khi dường như chùm tia đang chuyển động nhanh hơn so với tốc độ ánh sáng. Ở hình. 1‑14, thiên hà M87 phóng ra chùm các hạt hạ nguyên tử với vận tốc gần bằng vận tốc ánh sáng hướng về Trái Đất, nhưng hiệu ứng quay Penrose–Terrell khiến cho chùm tia dường như hiện lên đang chuyển động ngang so với hướng quan sát tương tự như hình ảnh hiện lên của khối lập phương trong hình. 1‑13 đã bị kéo dãn ra.

## Các hệ quả rút ra từ phép biến đổi Lorentz
Từ phép biến đổi Lorentz rút ra được một số hệ quả quan trọng trong thuyết tương đối hẹp. Những hệ quả này, và do vậy là thuyết tương đối hẹp, dẫn đến những tiên đoán vật lý khác hẳn so với cơ học Newton khi các vận tốc trở lên đáng kể so với tốc độ ánh sáng. Tốc độ ánh sáng rất lớn so với những cảm nhận hàng ngày của con người dẫn đến một số hệ quả của thuyết tương đối ban đầu dường như là phản trực giác.

#### Tính tương đối của sự đồng thời

Sự kiện B xảy ra đồng thời với sự kiện A trong hệ quy chiếu xanh lục, nhưng nó xảy ra trước A trong hệ quy chiếu xanh lam, và xảy ra sau A trong hệ quy chiếu đỏ.

Thuyết tương đối hạn chế khái niệm của sự đồng thời cho các sự kiện nhìn từ một hệ quy chiếu Galilleo: nếu hai sự kiện xảy ra đồng thời trong {\displaystyle {\mathcal {R}}}, ở hai điểm khác nhau thuộc {\displaystyle {\mathcal {R}}}, thì nói chung, chúng sẽ không còn xảy ra đồng thời trong hệ quy chiếu {\displaystyle {\mathcal {R'}}} chuyển động đều so với {\displaystyle {\mathcal {R}}}.
Phép biến đổi Lorentz có thể giải thích được điều này: về mặt tổng quát chúng ta có {\displaystyle \ \Delta t'=\gamma (\Delta t-v\Delta x/c^{2})}, do vậy nếu {\displaystyle \ \Delta t=0} trong hệ quy chiếu {\displaystyle {\mathcal {R}}}, thì trong hệ quy chiếu {\displaystyle {\mathcal {R'}}} chúng ta có {\displaystyle \Delta t'=-\gamma v\Delta x/c^{2}\neq 0} nếu {\displaystyle \ \Delta x\neq 0}.
Chú ý rằng nếu trong {\displaystyle {\mathcal {R}}} đoạn thẳng nối hai điểm vuông góc với phương của vận tốc của hai hệ quy chiếu, tức là {\displaystyle \ \Delta x=0}, nhưng {\displaystyle \ \Delta y\neq 0} và /hoặc {\displaystyle \ \Delta z\neq 0}, thì hai sự kiện xảy ra đồng thời trong hai hệ quy chiếu đang xét đến. Trên đây là ví dụ chỉ ra sự tương đối về kết quả trong phép đo giữa hai hệ quy chiếu, có những hiệu ứng khác nhau giữa hướng song song với hướng vận tốc chuyển động của hai hệ và hướng vuông góc với hướng vận tốc này.

#### Sự giãn thời gian
Khoảng thời gian giữa hai sự kiện trong một hệ quy chiếu được đo sẽ có giá trị khác khi nó được đo trong một hệ quy chiếu khác đang chuyển động tương đối với hệ thứ nhất. Một đồng hồ đặt trong hệ quy chiếu chuyển động sẽ chạy chậm hơn một đồng hồ giống hệt như nó nhưng đặt trong hệ quy chiếu đứng yên so với hệ quy chiếu nay.

Trái: Quan sát viên đứng yên đo khoảng thời gian 2L/c giữa hai sự kiện cục bộ khi ánh sáng phát ra từ A và phản xạ lại A.
Phải: Các sự kiện được xác định bởi một quan sát viên đang chuyển động về bên trái: gương ở bên dưới A khi tín hiệu phát ra ở thời điểm t'=0, gương ở bên trên B khi tín hiệu phản xạ ở thời điểm t'=D/c, gương dưới A khi tín hiệu trở lại ở thời điểm t'=2D/c

Ives và Stilwell đã thực hiện các thí nghiệm (1938, 1941) với mục đích xác nhận hiệu ứng giãn thời gian do tác động bởi chuyển động theo như đề xuất của Einstein về hiệu ứng Doppler trong tia anode có thể là một thí nghiệm phù hợp để đo hiệu ứng giãn thời gian. Các thí nghiệm này đo dịch chuyển Doppler của bức xạ phát ra từ tia âm cực, khi quan sát trực diện hoặc từ phía đằng sau chùm tia. Các tần số thấp và cao phát hiện được không thể giải thích được từ lý thuyết cổ điển
{\displaystyle {\frac {f_{0}}{1-v/c}}\qquad {\text{và}}\qquad {\frac {f_{0}}{1+v/c}}}
Các tần số thấp và cao phát ra từ nguồn đang chuyển động được đo bằng
{\displaystyle {\sqrt {\frac {1+v/c}{1-v/c}}}f_{0}=\gamma \left(1+v/c\right)f_{0}\qquad {\text{và}}\qquad {\sqrt {\frac {1-v/c}{1+v/c}}}f_{0}=\gamma \left(1-v/c\right)f_{0}}
như Einstein đã chứng minh (1905) từ phép biến đổi Lorentz..
Có một thí nghiệm tưởng tượng trong đó có hai anh em sinh đôi, một người bước lên tàu vũ trụ rồi bay với vận tốc lớn sau đó một vài năm trở lại nhà gặp lại người kia trên Trái Đất thì người trên Trái Đất có tuổi nhiều hơn. Kết quả này dường như tạo ra một nghịch lý, bởi vì mỗi người đều có thể coi người kia đang chuyển động so với họ, và do vậy, theo như sự áp dụng không đúng và ngây thơ của hiệu ứng giãn thời gian và nguyên lý tương đối, mỗi người sẽ cho lập luận mang tính nghịch lý về tuổi của người còn lại ít hơn so với mình. Tuy vậy, kịch bản này có thể lý giải trong phạm vi khuôn khổ của thuyết tương đối hẹp: quỹ đạo của con tàu của người ở trong tàu bao gồm hai hệ quy chiếu quán tính khác nhau, một cho hành trình đi xa và một cho hành trình trở về, và do đó không có sự đối xứng ở biểu đồ không thời gian của cặp song sinh này. Do vậy, nghịch lý cặp song sinh không phải là "nghịch lý" mang nghĩa mâu thuẫn về logic.

#### Co ngắnchiều dài
Giả sử có một thước có chiều dài L nằm yên trong hệ {\displaystyle {\mathcal {R'}}}, đặt cùng hướng với hướng chuyển động của hệ tọa độ {\displaystyle {\mathcal {R'}}} so với {\displaystyle {\mathcal {R}}} mà thực hiện phép đo trong hệ này, vượt qua, một thước đo đứng yên khác nằm trong hệ {\displaystyle {\mathcal {R}}}. Kết quả sẽ cho chiều dài nhỏ hơn L: trong hệ quy chiếu {\displaystyle {\mathcal {R}}}, thước ở hệ {\displaystyle {\mathcal {R'}}} đang chuyển động và có chiều dài đo được ngắn hơn so với một thước giống hệt đặt trong {\displaystyle {\mathcal {R}}}.
Phép biến đổi Lorentz ở đây được áp dụng cho trục (ox) với các hệ số {\displaystyle \beta ={\frac {v}{c}}} và {\displaystyle \gamma ={\frac {1}{\sqrt {1-\beta ^{2}}}}>1}:
{\displaystyle \,~\left\{{\begin{matrix}c\Delta t'=\gamma \left(c\Delta t-\beta \Delta x\right)\\\Delta x'=\gamma \left(\Delta x-\beta c\Delta t\right)\\\Delta y=\Delta y'\\\Delta z=\Delta z'\end{matrix}}\right.}
Đối với phép đo thực hiện trong hệ {\displaystyle {\mathcal {R}}}, ta có {\displaystyle \Delta t=0}, và ta thu được {\displaystyle L=\Delta x'=\gamma \Delta x\,\Rightarrow \,L'=\Delta x=\gamma ^{-1}L\,<\,L}
Chú ý rằng {\displaystyle \ \Delta y'=\Delta y} và {\displaystyle \ \Delta z'=\Delta z}: phép đo độ dài của thước đặt vuông góc với hướng chuyển động của hai hệ tọa độ sẽ cho kết quả chiều dài không đổi.
Có thể chỉ ra sự không đồng thời ở hai điểm đầu cuối của thước đo khi xác định từ hệ quy chiếu khác: {\displaystyle c\Delta t'=-\gamma \beta \Delta x\,\neq 0}, cho phép nói rằng khi nhìn từ một hệ quy chiếu đang chuyển động, các kết quả của phép đo thước kẻ đứng yên trong một hệ sẽ khác với kết quả đo ở hệ kia.
Giống như trường hợp đồng hồ chạy chậm trong hệ quy chiếu chuyển động, có một số nghịch lý xuất hiện từ hiệu ứng co ngắn độ dài. Một trong những nghịch lý nổi tiếng liên quan đến hiệu ứng này đó là nghịch lý mô tả về chiếc xe đi vào garage có chiều dài ngắn hơn nó, nếu nó chuyển động rất nhanh: xem nghịch lý cái thang (hay còn gọi là nghịch lý đoàn tàu, nghịch lý xe con).

### Khoảng không thời gian giữa hai sự kiện
Lý thuyết tương đối tính có thể gây ấn tượng (như tên gọi của nó) về tính tương đối của phép đo khi nó phụ thuộc vào hệ quy chiếu quán tính nào đang được tham chiếu đến. Tuy nhiên, thuyết tương đối hẹp cũng tập trung vào đại lượng có tính bất biến khi thực hiện chuyển đổi giữa các hệ quy chiếu. Ở đây tính bất biến của khoảng không thời gian giữa hai sự kiện là một đặc điểm cơ bản của thuyết tương đối tính.
Trong một hệ quy chiếu, một sự kiện được đặc trưng bởi các khoảng tọa độ "không gian" của nó: "ở thời điểm và vị trí tức thời". Hai sự kiện có các tọa độ tương ứng (x1, y1, z1, t1) và (x2, y2, z2, t2) cách nhau bởi "khoảng không thời gian" định nghĩa bằng
{\displaystyle (\Delta s)^{2}=c^{2}(t_{2}-t_{1})^{2}-(x_{2}-x_{1})^{2}-(y_{2}-y_{1})^{2}-(z_{2}-z_{1})^{2}}
Viết đơn giản hơn thành
{\displaystyle \Delta s^{2}=c^{2}\Delta t^{2}-\Delta x^{2}-\Delta y^{2}-\Delta z^{2}=c^{2}\Delta t^{2}-\Delta l^{2}}
Đại lượng {\displaystyle \ \Delta s^{2}}, gọi là "bình phương của khoảng không thời gian", là một bất biến tương đối tính: giá trị của nó không phụ thuộc vào lựa chọn các hệ quy chiếu quán tính để xác định giá trị của nó, thật vậy bằng phép biến đổi Lorentz chứng tỏ được {\displaystyle \ c^{2}\Delta t^{2}-\Delta x^{2}-\Delta y^{2}-\Delta z^{2}=c^{2}\Delta t'~^{2}-\Delta x'~^{2}-\Delta y'~^{2}-\Delta z'~^{2}}
Bởi vì sự có mặt của dấu " - " trong công thức "bình phương" này, nó có thể mang giá trị dương hoặc âm: tên gọi "bình phương" chỉ mang ý nghĩa quy ước. Điều này khác biệt hoàn toàn so với bình phương khoảng cách Euclid, mà luôn luôn cho kết quả không âm: các đại lượng {\displaystyle \ \Delta t^{2}} và {\displaystyle \ \Delta l^{2}} là các bình phương "thực", luôn dương.
Dấu của bất biến không thời gian Δs2 cho phép phân loại hai kiểu sự kiện so với nhau, bằng sử dụng khái niệm nón ánh sáng, sự phân loại này có ý nghĩa tuyệt đối tương ứng với khả năng chúng có liên hệ nhân quả với nhau hay không.
Thời gian và không gian đóng vai trò đối xứng trong khoảng không thời gian, làm cho chúng có ý nghĩa khi thực hiện cùng một phép đo. Đây là điểm để đưa đến chấp nhận định nghĩa mới về tốc độ ánh sáng, mà có thể cố định ở giá trị bất kỳ, tạo nên sự tương đương giữa độ dài và thời gian, cho phép định nghĩa lại mét theo giây. Cụ thể hơn, vì tốc độ ánh sáng là đại lượng bất biến giữa các hệ quy chiếu khác nhau, ta có thể đo khoảng cách hoặc thời gian theo đơn vị cm hoặc giây.

### Thời gian riêng
Thời gian riêng của một đồng hồ là thời gian trôi qua với tốc độ bằng tốc độ hiển thị của nó. Thời gian riêng của một hạt là thời gian riêng của đồng hồ gắn với nó, nó là thời gian trôi qua trong một hệ quy chiếu mà hạt đứng yên. Bởi vì "thời gian trôi chậm hơn ở đồng hồ chuyển động", một quan sát viên (ít nhất là trong hệ quy chiếu quán tính) đang chuyển động ước tính rằng thời gian của đồng hồ bị chậm lại so với thời gian riêng của nó, trừ khi là quan sát viên đứng yên so với đồng hồ. Thời gian riêng của một hệ quy chiếu được ký hiệu chung là {\displaystyle \ \tau }.
Trong hệ quy chiếu quán tính đứng yên, thời gian riêng trôi qua của hạt {\displaystyle \ \Delta \tau } và hiệu các tọa độ không gian của nó bằng 0 {\displaystyle \ \Delta x_{0}=\Delta y_{0}=\Delta z_{0}=0}, và khi quan sát từ các hệ quy chiếu khác các hiệu số này bằng {\displaystyle \Delta t} và {\displaystyle \Delta x;\ \Delta y;\ \Delta z}. Vì sự bất biến của bình phương khoảng không thời gian, ta có {\displaystyle \ \Delta s^{2}=c^{2}.\Delta \tau ^{2}=c^{2}.\Delta t^{2}-\Delta x^{2}-\Delta y^{2}-\Delta z^{2}}, do vậy {\displaystyle \ \Delta \tau ={\frac {\Delta s}{c}}}: thời gian riêng và khoảng không thời gian sai khác nhau bởi hệ số {\displaystyle 1 \over c}, ít nhất bởi vì thời gian riêng là đại lượng bất biến khi thay đổi giữa các tọa độ.
Và giống như {\displaystyle \ c^{2}.\Delta \tau ^{2}=c^{2}.\Delta t^{2}-\Delta x^{2}-\Delta y^{2}-\Delta z^{2}>0}, do vậy {\displaystyle \Delta \tau =\Delta t.{\sqrt {1-{\frac {v^{2}}{c^{2}}}}}<\Delta t} với {\displaystyle {\vec {v}}=\left({{\Delta x} \over {\Delta t}};{{\Delta y} \over {\Delta t}};{{\Delta z} \over {\Delta t}}\right)} là vận tốc của chuyển động đều tương đối giữa hai hệ quy chiếu, như được tìm thấy trực tiếp từ phép biến đổi Lorentz.
Vì {\displaystyle \Delta \tau <\Delta t}, thời gian riêng {\displaystyle \Delta \tau } ngắn hơn thời gian {\displaystyle \Delta t} của hệ quy chiếu gắn với quan sát viên thực hiện phép đo: nó là hiệu ứng đồng hồ chuyển động chạy chậm hơn.
Chú ý rằng một hạt chuyển động với tốc độ ánh sáng sẽ không có thời gian riêng của nó, hoặc thời gian riêng của nó không có sự trôi đi: {\displaystyle v=c\ {,}\ \Delta \tau =\Delta t.{\sqrt {1-{\frac {v^{2}}{c^{2}}}}}\Rightarrow \Delta \tau =0}. Hạt chuyển động với tốc độ bằng tốc ánh sáng và không có thời gian riêng, thì nó sẽ có tính chất là khối lượng của nó bằng 0.
Có một điểm đặc biệt ở đây đó là tuyến thế giới của hạt đứng yên sẽ không còn là một điểm nữa mà sẽ là một đoạn thẳng vuông góc với trục x. Thật vậy, nếu một hạt không chuyển động (x = constant) thì thời gian sẽ vẫn tiếp tục trôi trong khoảng thời gian đang xét đến!

Biểu đồ Minkowski cho hệ quy chiếu quán tinh. Đường màu vàng là quỹ đạo của photon x = ct, với c = tốc độ ánh sáng.
Biểu diễn 3 hệ quy chiếu khác nhau: hai hệ tô màu (x'; ct' và x"; ct") đang chuyển động so với hệ trục (x; ct).
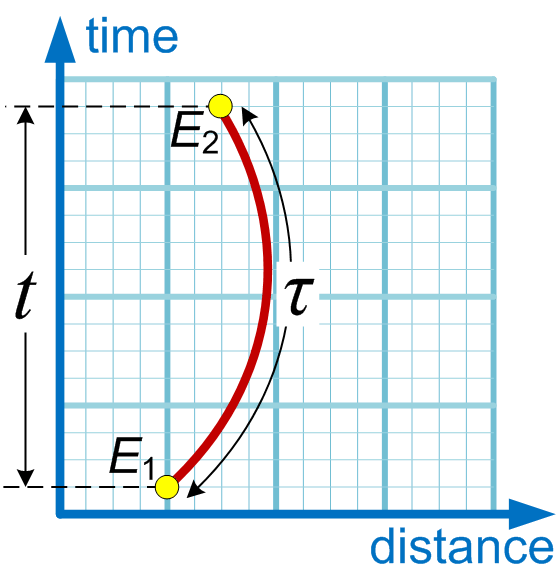
Biểu diễn thời gian riêng của hạt với thời gian của hệ quy chiếu.

Nếu một đoạn thẳng trên biểu đồ biểu diễn chuyển động với vận tốc đều, trong trường hợp tổng quát nó là đường cong biểu diễn chuyển động của một hạt.

## Biểu đồ không thời gian

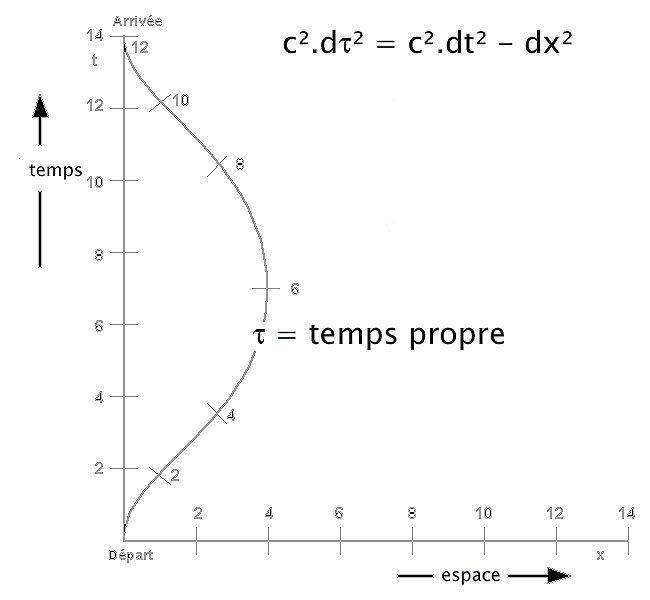
Quỹ đạo kín (trong không gian) của một hạt trong không thời gian.
Thời gian riêng của hạt trên quỹ đạo ngắn hơn thời gian t của hệ quy chiếu.

Trong cơ học Newton, không gian tách biệt khỏi thời gian và chúng ta nghiên cứu chuyển động của một hạt như là hàm số của thời gian tuyệt đối. Có thể biểu diễn bằng đồ thị quỹ đạo trong không gian, nhưng khó bao gồm cả thời gian, và các quỹ đạo như vậy có hình dạng đường thẳng hoặc elip.
Trong thuyết tương đối hẹp sự kiện được miêu tả bằng không thời gian bốn chiều, gồm ba chiều không gian và một chiều thời gian, do vậy hầu như không thể biểu diễn được đường cong chứa các sự kiện nối tiếp nhau phản ánh chuyển động của hạt ở cả đủ bốn chiều không gian và thời gian. Đường cong này được gọi là tuyến thế giới (world line) của hạt. Để khắc phục sự khó khăn gặp phải khi biểu diễn ở cả bốn chiều, các nhà vật lý thường chỉ giới hạn biểu diễn trong hai chiều, một chiều không gian và một chiều thời gian. Hay nói cách khác, chỉ có chuyển động dọc theo trục x là được xét tới, các tọa độ theo trục y và z là không thay đổi. Sự biến đổi chỉ còn lại ở tọa độ x và t, do đó có thể vẽ ra quỹ đạo trong hệ tọa độ Descartes hai chiều của không thời gian: hay tuyến thế giới của hạt.
Đoạn thẳng giữa thời điểm "xuất phát" và "đến nơi" dọc theo trục thời gian biểu diễn tuyến thế giới của Trái Đất, mà tọa độ không gian bằng 0, không bị biến đổi. Đường cong biểu diễn trình tự các sự kiện liên tiếp nhau của hành trình tên lửa. Tọa đọ cong cho phép xác định vị trí của một điểm trên đường cong này chính là thời gian riêng của tên lửa, đo bởi đồng hồ gắn trên tên lửa.
Công thức tương đối tính cho thấy thời gian riêng dọc theo quỹ đạo cong ngắn hơn thời gian riêng dọc theo quỹ đạo của hệ tọa độ Descartes (ở đây biểu diễn thời gian trên Trái Đất). Hiện tượng này là cơ sở để giải thích nghịch lý anh em sinh đôi. Một người lên tàu vũ trụ đi đến một nơi xa rồi quay trở lại với vận tốc gần bằng tốc độ ánh sáng (mặc dù thực tế khó đạt được, nhưng có thể tưởng tượng bằng thí nghiệm suy tưởng) trong khi người kia ở lại Trái Đất. Khi trở về đến nhà, người du hành có tuổi trẻ hơn người ở trên Trái Đất.

## Vận tốc và vận tốc-4

### Công thức cộng vận tốc
Một tên lửa chuyển động với tốc độ {\displaystyle {\vec {v}}\,} so với Trái Đất và từ Trái Đất bắn lên quả pháo với tốc độ {\displaystyle {\vec {w}}\,} đo bởi tên lửa. Vậy vận tốc {\displaystyle {\vec {w}}'\,} của đạn pháo đo từ Trái Đất bằng bao nhiêu ?
Theo thuyết động học Gallile các vec tơ vận tốc được cộng và ta có
{\displaystyle {\vec {w}}'={\vec {w}}+{\vec {v}}}
Nhưng trong động học tương đối tính các vec tơ vận tốc được cộng như sau:
Giả sử rằng {\displaystyle {\vec {v}}=(v_{x};0;0)\,,} ta viết {\displaystyle \ v=v_{x}} và
{\displaystyle w'_{x}={\frac {w_{x}+v_{x}}{1+(w_{x}v/c^{2})}}}
{\displaystyle w'_{y}={\frac {1}{\gamma }}{\frac {w_{y}}{1+(w_{x}v/c^{2})}}}
| Chứng minh sơ bộ |
| --- |
| Trong tên lửa khoảng cách Δx mà quả đạn pháo đi được trong khoảng thời gian Δt là {\displaystyle \Delta x=w_{x}\Delta t\,,\Delta y=w_{y}\Delta t} sử dụng phép biến đổi Lorentz {\displaystyle {\begin{cases}\Delta t'=\gamma (\Delta t+(v/c^{2})\Delta x)\\\Delta x'=\gamma (\Delta x+v_{x}\Delta t)\\\Delta y'=\Delta y\\\end{cases}}} và thay Δx vào dễ dàng tìm được vận tốc của quả đạn pháo đo trong hệ quy chiếu gắn với Trái Đất: {\displaystyle w'_{x}={\frac {\Delta x'}{\Delta t'}}={\frac {\gamma (w_{x}\Delta t+v_{x}\Delta t)}{\gamma (\Delta t+(v/c^{2})w_{x}\Delta t)}}} {\displaystyle w'_{y}={\frac {\Delta y'}{\Delta t'}}={\frac {(w_{y}\Delta t)}{\gamma (\Delta t+(v/c^{2})w_{x}\Delta t)}}} Và thu được công thức cộng vận tốc. |
Mối liên hệ này cho thấy định luật cộng vận tốc trong thuyết tương đối hẹp không còn là phép cộng thuần túy hai vận tốc và vận tốc ánh sáng c là lớn nhất dù đo được trong hệ tọa độ bất kỳ nào (dễ dàng xác nhận được rằng khi cộng hai vec tơ vận tốc có giá trị nhỏ hơn hoặc bằng c thì kết quả thu được vẫn là vận tốc có giá trị nhỏ hơn hoặc bằng c).
Tuy nhiên, công thức trên áp dụng trong trường hợp hai vận tốc {\displaystyle {\vec {v}}\,} và {\displaystyle {\vec {w}}\,} song song với nhau. Công thức cộng vận tốc hai vec tơ cho trường hợp song song có thể thực hiện thêm một cách nữa như sau. Có thể biến đổi vec tơ v thành dạng tham số vec tơ vận tốc góc θ như đã nêu ở trên, áp dụng phương pháp rapidity.
Lúc này định luật cộng vận tốc trở thành định luật cộng các tham số vận tốc góc.
Đặt {\displaystyle \theta =\operatorname {artanh} (v/c)}; {\displaystyle \alpha '=\operatorname {artanh} (w'/c)}; {\displaystyle \alpha =\operatorname {artanh} (w/c)}
và sử dụng công thức cộng trong các hàm hypebolic {\displaystyle \tanh(\theta +\alpha ')={\frac {\tanh \theta +\tanh \alpha '}{1+\tanh \theta \,\tanh \alpha '}}=\tanh \alpha }, ta tìm được {\displaystyle \alpha =\alpha '+\theta }
Tham số góc tương ứng với vận tốc c bằng vô cùng vì artanh (x), hàm tang hypebolic của đối số x, tiến đến vô cùng khi x tiến đến 1. Từ đây chúng ta tìm được vận tốc c là vận tốc giới hạn lớn nhất độc lập với hệ tọa độ. Tốc độ này là giới hạn không thể đạt tới bởi hạt có khối lượng, chỉ những hạt có khối lượng bằng zero, như photon, mới có thể chuyển động với tốc độ ánh sáng.
Ví dụ cụ thể
Tưởng tượng một quả đạn pháo được bắn ra với vận tốc w'  = 0,75c trong hệ quy chiếu của tên lửa chuyển động với vận tốc v = 0,75c so với Trái Đất. Vậy vận tốc của quả đạn pháo so với Trái Đất bằng bao nhiêu? Rõ ràng giá trị 1,5c tìm theo công thức cộng vận tốc của Galileo là không đúng bởi vì giá trị nhận được lớn hơn vận tốc ánh sáng trong chân không. Trong trường hợp này ta phải áp dụng công thức cộng vận tốc tương đối tính. Tham số vận tốc góc của tên lửa bằng
{\displaystyle \alpha '=\operatorname {artanh} (0{,}75)=0{,}973\,.}
Tương tự tham số vận tốc góc của tên lửa so với Trái Đất bằng
{\displaystyle \theta =0{,}973\,.}
Theo công thức cộng vận tốc tham số vận tốc góc của quả đạn pháo so với Trái Đất bằng {\displaystyle \alpha =0{,}973+0{,}973=1{,}946}, hay vận tốc của nó đo theo hệ quy chiếu Trái Đất bằng
{\displaystyle w=c\,\tanh(1{,}946)=0{,}96\,c\,.}
Có thể tìm được giá trị w bằng trực tiếp thay vào công thức ở trên với w ’ và v.

### Véctơ-4
Trong cơ học Newton, chúng ta nghiên cứu chuyển động của một hạt bằng vec tơ vị trí của nó {\displaystyle {\vec {r}}} như là hàm của thời gian t, thời gian này là thời gian tuyệt đối, độc lập với mọi đồng hồ đo nó. Trong thuyết tương đối, chúng ta từ bỏ quan niệm này bằng cách coi chuyển động của một hạt như là một chuỗi các sự kiện {\displaystyle {\mathcal {P}}} nối tiếp nhau, đường cong miêu tả sự kiện này trong không gian bốn chiều (ba chiều không gian, một chiều thời gian) được gọi là "tuyến thế giới".
Giống như trong cơ học cổ điển chúng ta định nghĩa vận tốc của một hạt bằng cách lấy đạo hàm
{\displaystyle v=d{\vec {r}}/dt}
của vị trí theo thời gian, và tương tự trong cơ học tương đối tính chúng ta định nghĩa vec tơ vận tốc bốn chiều (hay vận tốc-4)
{\displaystyle \mathbf {u} =d{\mathcal {P}}/d\tau }
với {\displaystyle \tau \,} là thời gian riêng của hạt.
Bằng cách viết các thành phần của vec tơ vận tốc-4 này theo một hệ quy chiếu ta có được
{\displaystyle \mathbf {u} =\left(c{\frac {dt}{d\tau }},{\frac {dx}{d\tau }},{\frac {dy}{d\tau }},{\frac {dz}{d\tau }}\right)}
trong đó xuất hiện hệ số c cho phép đồng nhất giữa các tọa độ.
Do tính bất biến của bình phương khoảng không-thời gian sau mỗi lần thay đổi hệ tọa độ quy chiếu, bình phương của chuẩn vec tơ-bốn cũng là một đại lượng bất biến dưới sự thay đổi hệ quy chiếu. Và trong hệ quy chiếu gắn với hạt (theo hướng tiếp tuyến với tuyến thế giới và ở thời điểm tức thì), chỉ có thành phần tọa độ thời gian của vận tốc-bốn của hạt là khác 0 và bằng c (bởi vì thời gian trong hệ quy chiếu này bằng thời gian riêng của chính hạt và vận tốc theo không gian của nó bằng 0): vận tốc-bốn có các thành phần (c, 0, 0, 0). Do đó trong bất kỳ hệ quy chiếu Galile chúng ta có liên hệ
bình phương của chuẩn {\displaystyle \mathbf {u} } = (phần tọa độ thời gian của {\displaystyle \mathbf {u} })2 -  (phần tọa độ không gian của {\displaystyle \mathbf {u} })2 = c2
Dựa trên bất biến của chuẩn này cho phép coi vận tốc-bốn của một hạt là một đại lượng độc lập với hệ tọa độ.

## Véctơ-4 của năng lượng và động lượng
Động lượng của một hạt {\displaystyle {\vec {p}}=m{\vec {v}}} là tích của khối lượng và vận tốc của hạt, giống như tích m{\displaystyle \mathbf {u} } của vectơ-4 « {\displaystyle \mathbf {u} } với khối lượng m của hạt trở thành động lượng-4. Nó thường được gọi là vec tơ năng lượng-động lượng, với ý nghĩa biểu diễn rằng năng lượng và động lượng (ít nhất đối với chuyển động) được thống nhất thành một khái niệm vật lý không tách rời, giống như không gian và thời gian kết hợp lại thành không-thời gian. Quả thực nếu các thành phần không gian của véctơ-4 này được đồng nhất với các thành phần của khái niệm động lượng cổ điển, thì các nhà vật lý mà dẫn đầu là Einstein đã đồng nhất thành phần thời gian của véctơ-4 chính là năng lượng của hạt.
Trong một hệ quy chiếu quán tính (ví dụ, hệ quy chiếu gắn với Trái Đất trong xấp xỉ bậc nhất, mà từ đây về sau gọi là hệ quy chiếu gắn với phòng thí nghiệm), các tọa độ của sự kiện liên hệ với quỹ đạo của hạt và (t, x, y, z) là các thành phần tọa độ trong hệ quy chiếu này. Véctơ-4 của năng lượng và động lượng của hạt là:
{\displaystyle \mathbf {p} =m\mathbf {u} =(E/c,p_{x},p_{y},p_{z})}        với: {\displaystyle E/c=mc{\frac {dt}{d\tau }}\qquad p_{x}=m{\frac {dx}{d\tau }}\qquad p_{y}=m{\frac {dy}{d\tau }}\qquad p_{z}=m{\frac {dz}{d\tau }}}
Vì véctơ-4 này tỉ lệ với vận tốc-4 bởi hệ số bất biến đối với bất kỳ sự thay đổi hệ quy chiếu quán tính nào, chúng ta có mối liên hệ sau:{\displaystyle \left(E/c\right)^{2}-\left({\vec {p}}\right)^{2}=m^{2}c^{2}}

### Ứng dụng của phép biến đổi Lorentz
Định nghĩa véctơ-4 năng lượng-động lượng, sử dụng các phần tử {\displaystyle \ (dt;dx;dy;dz)} và thời gian riêng {\displaystyle \ d\tau } cùng tính bất biến dưới sự thay đổi hệ tọa độ, cho phép áp dụng phép biến đổi Lorentz đối với sự thay đổi hệ quy chiếu quán tính {\displaystyle \ p_{x}} song song với {\displaystyle \ V} vận tốc tương đối giữa hai hệ quy chiếu:
{\displaystyle \ E'/c={\frac {E/c+V.p_{x}/c}{\sqrt {1-V^{2}/c^{2}}}}\qquad p_{x'}={\frac {p_{x}+V.E/c^{2}}{\sqrt {1-V^{2}/c^{2}}}}\qquad p_{y'}=p_{y}\qquad p_{z'}=p_{z}}

### Biểu thức năng lượngtương đối tính
Từ định nghĩa của véctơ-4 năng lượng-động lượng, đặc biệt là tọa độ thời gian của nó, chúng ta thu được biểu thức của tổng năng lượng của hạt trong hệ quy chiếu phòng thí nghiệm, mà trong đó hạt chuyển động với vận tốc {\displaystyle {\vec {v}}} (bởi vì năng lượng phụ thuộc vào hệ quy chiếu mà nó tính toán trên đó) trong dạng của:
{\displaystyle E=\gamma {mc^{2}}={\frac {mc^{2}}{\sqrt {1-(v^{2}/c^{2})}}}}
- Trong thuyết tương đối hẹp, tổng năng lượng của một hạt bằng năng lượng nghỉ của hạt mc2 cộng với động năng K của hạt. Tính đến biểu thức năng lượng tương đối tính của hạt, chúng ta thu được biểu thức động năng của hạt tương đối tính:

{\displaystyle K=E-mc^{2}=mc^{2}\left({\frac {1}{\sqrt {1-(v^{2}/c^{2})}}}-1\right)}
- - Ở những vận tốc "nhỏ" (tức là tương đối bé so với tốc độ ánh sáng, và áp dụng ở cơ học "cổ điển"), chúng ta thu được, (trong xấp xỉ bậc nhất):

{\displaystyle E\simeq mc^{2}+(1/2)mv^{2}}
Công thức này cho thấy tổng năng lượng của hạt bằng tổng năng lượng nghỉ mc2 của hạt cộng với động năng cổ điển xác định theo cơ học Newton (1/2)mv2; đối với vận tốc tương đối "bé".
- - Đối với vận tốc rất gần vận tốc ánh sáng, đại lượng của nó bằng 1 - β = [1 - (v/c)] trở lên đáng kể.

Ta có:
{\displaystyle 1-\beta ^{2}=(1+\beta )(1-\beta )\simeq 2(1-\beta )}
Do đó tổng năng lượng có thể viết thành, (trong xấp xỉ bậc nhất):
{\displaystyle E\simeq pc={\frac {mc^{2}}{\sqrt {2(1-\beta )}}}\equiv {\frac {mc^{2}}{\sqrt {2[1-(v/c)]}}}}

### Biểu thức động lượngtương đối tính
Mặt khác thành phần vận tốc của hạt trong hệ quy chiếu phòng thí nghiệm là:
{\displaystyle v_{x}=dx/dt\qquad v_{y}=dy/dt\qquad v_{z}=dz/dt}
Tính đến hệ số giãn thời gian giữa dt và d{\displaystyle \tau }, chúng ta thu được công thức quan trọng của động lượng trong hệ quy chiếu phòng thí nghiệm:
{\displaystyle p={\frac {mv}{\sqrt {1-(v^{2}/c^{2})}}}}

### Sự tương đương giữa năng lượng và khối lượng nghỉ
Véc tơ-4 năng lượng-động lượng có đặc trưng ở chuẩn của nó, hoặc bình phương vô hướng (hay bình phương của khoảng không-thời gian), là đại lượng bất biến dưới phép thay đổi hệ tọa độ. Viết ngắn gọn đại lượng:
{\displaystyle E^{2}/c^{2}\,-\,p^{2}\qquad {\text{với}}\qquad p^{2}=p_{x}^{2}+p_{y}^{2}+p_{z}^{2}}
là độc lập với hệ quy chiếu được tính toán. Khi chuyển sang hệ quy chiếu của hạt thì vận tốc của nó bằng 0, và tương ứng động lượng bằng 0, do vậy chuẩn của đại lượng bất biến này trở thành (m c)2. Trong hệ quy chiếu bất kỳ chúng ta có mối liên hệ sau:
{\displaystyle E^{2}/c^{2}-p^{2}=(mc)^{2}}
hoặc:
{\displaystyle E^{2}-p^{2}c^{2}=m^{2}c^{4}}
Các hệ số c được đưa vào trong công thức nhằm đảm bảo tính đồng nhất giữa các hệ tọa độ, p có độ lớn (mv), và E có độ lớn (mv2).
Có một số nhận xét như sau:
(i) Giá trị của tổng năng lượng của hạt phụ thuộc vào hệ quy chiếu của quan sát viên. Tuy nhiên, giá trị của khối lượng - năng lượng nghỉ là đồng nhất trong mọi hệ quy chiếu, và đặc biệt trong hệ quy chiếu của hạt. Do vậy đây là đặc tính của nội tại của hạt.
(ii) Khi v tiến đến c, {\displaystyle \gamma } tiến đến vô cùng, có nghĩa là cần một lượng năng lượng lớn vô hạn để gia tốc hạt đạt đến vận tốc bằng vận tốc ánh sáng. Rõ ràng điều này là không thể. Tuy nhiên chúng ta có thể gia tốc hạt đến vận tốc rất gần bằng c.
(iii) Các hiệu ứng của thuyết tương hẹp xuất hiện ở nhiều hiện tượng vật lý, thậm chí khi vận tốc không đạt đến vận tốc "tương đối tính". Một ví dụ đó là năng lượng liên kết của nguyên tử đơn giản nhất: khối lượng của nguyên tử hiđrô {\displaystyle H_{1}^{1}} nhỏ hơn tổng khối lượng của electron và proton với một lượng bằng khối lượng tương đương của năng lượng ion hóa của nguyên tử. Khối lượng chênh lệch cỡ một phần mười tỷ. Sự chênh lệch này cũng xuất hiện ở các nguyên tử khác cũng như ở liên kết phân tử.
Sự tương đương khối lượng năng lượng được cho theo công thức nổi tiếng E=mc2. Để chứng tỏ sự tương đương này là một bước tiến quan trọng, bởi vì khái niệm vật chất và năng lượng được coi là hai khái niệm tách biệt cho đến thời điểm đấy, một số nhà khoa học, như Poincaré và Lorentz, đã độc lập với nhau thử xấp xỉ nguyên lý này trong thuyết điện từ học. Chú ý rằng trong khi khối lượng là chuẩn của véc tơ-4 năng lượng-động lượng, năng lượng chỉ là một trong các "thành phần" của véc tơ-4 này. Khối lượng cho bởi:
{\displaystyle m^{2}=(E^{2}-p^{2}c^{2})/c^{4}}
là bất biến dưới sự thay đổi hệ tọa độ (nó là như nhau trong mọi hệ quy chiếu). Năng lượng, ngược lại giá trị của nó phụ thuộc vào hệ quy chiếu lựa chọn, rõ ràng là nếu vận tốc của hệ quy chiếu thay đổi, thì động năng cũng thay đổi theo.

## Sự bảo toàn của véc tơ-4 năng lượng-động lượng trong một hệ kín
Trong vật lý cổ điển, tổng động lượng và động năng của một hệ kín được bảo toàn theo thời gian, ít nhất khi va chạm là đàn hồi. Nó là một tính chất tương thích độc lập với nguyên lý tương đối Galile. Khi chuyển hệ quy chiếu Galile sẽ cho giá trị thay đổi của năng lượng và động lượng nhưng tổng năng lượng và động lượng trong hệ mới này cũng được bảo toàn theo thời gian.
Trong thuyết tương đối hẹp, véc tơ-4 năng lượng-động lượng tổng cộng của hệ kín cũng là đại lượng bảo toàn, và cũng là một tính chất tương thích và độc lập với nguyên lý tương đối của Einstein. Các hệ tọa độ của véc tơ bốn chiều này được nhóm thành của năng lượng và động lượng, được bảo toàn bởi bất kỳ tương tác nào giữa các phần tử trong hệ kín. Trong vật lý phi tương đối tính, một sự thay đổi hệ quy chiếu cho ra một giá trị mới của tọa độ năng lượng (tọa độ thời gian) và tọa độ động lượng (các tọa độ không gian), và trong hệ quy chiếu mới này sự bảo toàn của các hệ tọa độ, theo thời gian, vẫn còn đúng.
Nguyên lý bảo toàn phát biểu như sau:
Véc tơ-4 của một hệ kín là đại lượng bảo toàn bất kể tương tác bên trong của hệ như thế nào và chi tiết của thí nghiệm ra sao.
Nói cách khác ta có thể viết:
{\displaystyle \Sigma _{\text{(initial particles J)}}\ \mathbf {p} _{\text{J}}=\Sigma _{\text{(final particles K)}}\ \mathbf {p} _{\text{K}}}
Vì véc tơ-4 được bảo toàn, mỗi thành phần của nó trong một hệ quy chiếu (mà từng giá trị phụ thuộc vào hệ quy chiếu) cũng được bảo toàn trong va chạm. Thành phần thời gian biểu diễn năng lượng E của hệ và thành phần không gian biểu diễn động lượng {\displaystyle {\vec {p}}} của hệ, đối với mỗi hệ quy chiếu có hai quy tắc bảo toàn, một cho năng lượng và một cho động lượng (hoặc xung lượng).
Ví dụ

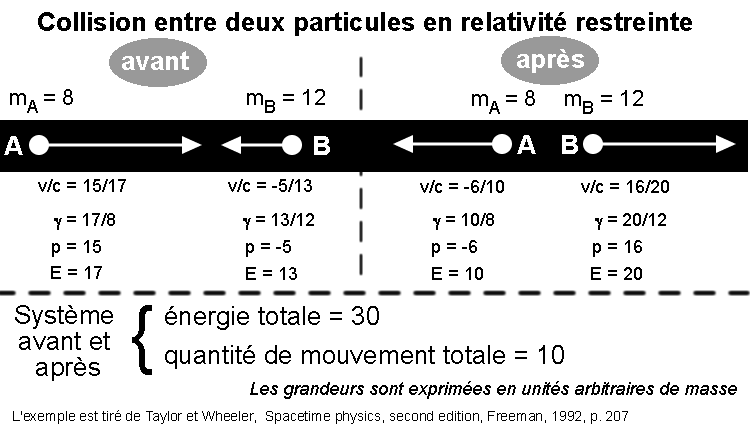
Tính bảo toàn của véc tơ-4 năng lượng-xung lượng trong một va chạm

Hai hạt va chạm theo hướng ngược chiều nhau. Hạt A khối lượng bằng 8 (cho theo đơn vị tổng quát) chuyển động với vận tốc v/c bằng 15/17 hướng về bên phải trong khi có một hạt khối lượng 12 chuyển động theo hướng ngược lại với vận tốc v/c bằng 5/13 (các số được chọn để phép tính cho đơn giản). Sau va chạm, A bật trở lại theo hướng khác và truyền một phần động lượng cho B. Tổng năng lượng, cộng năng lượng của các hạt A và B là đại lượng bảo toàn, và tương tự cho tổng động lượng. Đại lượng E và p biểu diễn thay cho các giá trị thực tế (E/c2) và (p/c) được biểu diễn theo đơn vị khối lượng bất kỳ. Với các khối lượng này chúng ta có liên hệ sau E 2 = p 2 + m 2. Hệ số γ luôn luôn xác định bằng γ = [1 - (v/c)2]-1/2.

### Va chạm đàn hồi
Trong máy gia tốc hạt một hạt có năng lượng rất cao va chạm với một hạt đứng yên và chuyển một phần động năng của nó cho hạt kia. Nếu chỉ coi năng lượng được chuyển hoàn toàn là động năng (và bảo toàn động lượng của hệ), chúng ta nói rằng va chạm này là va chạm đàn hồi. Công thức miêu tả sự bảo toàn của véc tơ-4 của hệ chứa hai hạt này cho phép phân tích xa hơn của quá trình va chạm. Trong cơ học Newton, hướng của hai hạt có cùng khối lượng sau va chạm đàn hồi tạo thành một góc vuông. Giá trị góc này không còn đúng trong trường hợp va chạm đàn hồi giữa hai hạt tương đối tính, nơi góc tạo bởi hai hạt sau va chạm tạo thành một góc nhọn. Hiện tượng này đã được ghi lại rõ ràng bằng buồng bọt từ các vụ chạm hạt cơ bản.

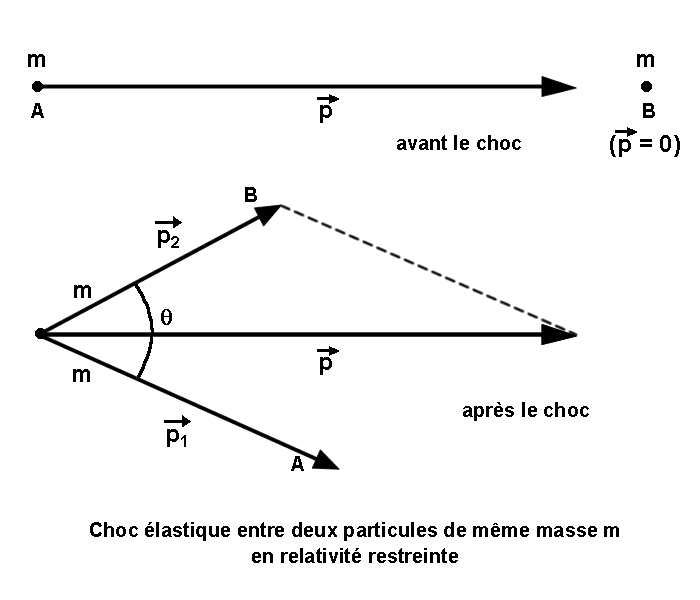
Va chạm đàn hồi của hai hạt có cùng khối lượng.

Xét một hạt electron khối lượng m có năng lượng rất lớn va chạm với một electron đứng yên. Các véc tơ động lượng của hai hạt được vẽ ra ở hình bên cạnh. Trước khi va chạm, véc tơ động lượng của electron đến là {\displaystyle {\vec {p}}}. Sau va chạm, véc tơ động lượng của hai hạt lần lượt là {\displaystyle {\vec {p}}_{1}} và {\displaystyle {\vec {p}}_{2}}. Bằng cách viết năng lượng của electron bằng tổng của năng lượng nghỉ mc2 và động năng K, tổng năng lượng của hệ trước va chạm bằng:
{\displaystyle E=mc^{2}+mc^{2}+K}
Tương tự, năng lượng của mỗi hạt sau va chạm
{\displaystyle E_{1}=mc^{2}+K_{1}}
{\displaystyle E_{2}=mc^{2}+K_{2}}
Theo định luật bảo toàn năng lượng E = E1 + E2 và do vậy
{\displaystyle K=K_{1}+K_{2}}
công thức trên cho thấy động năng cũng được bảo toàn (trong va chạm đàn hồi).
Theo định luật bảo toàn động lượng
{\displaystyle {\vec {p}}={\vec {p}}_{1}+{\vec {p}}_{2}}
và do vậy nếu ta gọi θ là góc tạo bởi hai véc tơ {\displaystyle \ {\vec {p}}_{1}} và {\displaystyle \ {\vec {p}}_{2}} dẫn đến liên hệ
{\displaystyle p^{2}=p_{1}^{2}+p_{2}^{2}+2p_{1}p_{2}\cos \theta }
từ đây chúng ta rút ra được
{\displaystyle \cos \theta ={\frac {p^{2}-(p_{1}^{2}+p_{2}^{2})}{2p_{1}p_{2}}}}
Bằng cách lấy bình phương động lượng của mỗi electron như là hàm theo năng lượng và khối lượng, áp dụng công thức ở trên ta nhận được
{\displaystyle p^{2}c^{2}=(mc^{2}+K)^{2}-m^{2}c^{4}=K^{2}+2Kmc^{2}}
cho electron đến trước va chạm và
{\displaystyle p_{1}^{2}c^{2}=E_{1}^{2}-m^{2}c^{4}=(mc^{2}+K_{1})^{2}-m^{2}c^{4}=K_{1}^{2}+2K_{1}mc^{2}}
{\displaystyle p_{2}^{2}c^{2}=E_{2}^{2}-m^{2}c^{4}=(mc^{2}+K_{2})^{2}-m^{2}c^{4}=K_{2}^{2}+2K_{2}mc^{2}}
cho các electron sau va chạm.
Vì K = K1 + K2 ta dễ dàng thu được công thức cuối cùng
{\displaystyle \cos \theta ={\frac {K_{1}K_{2}}{(K_{1}^{2}+2K_{1}mc^{2})^{1/2}(K_{2}^{2}+2K_{2}mc^{2})^{1/2}}}\equiv \left(1+{\frac {2mc^{2}}{K_{1}}}\right)^{-1/2}\left(1+{\frac {2mc^{2}}{K_{2}}}\right)^{-1/2}}
Công thức trên cho thấy cos θ có giá trị dương và do đó hướng của hai electron sau va chạm tạo thành một góc nhọn.
Có thể dễ dàng tìm thấy trong các sách về thuyết tương đối có xét trường hợp va chạm đối xứng, với hai electron có cùng năng lượng K1 = K2 = K/2. Trong trường hợp đặc biệt này, công thức trên trở thành:
{\displaystyle \cos \theta ={\frac {K}{K+4mc^{2}}}}       cho va chạm đối xứng.
- Trong giới hạn Newton ở vận tốc nhỏ, động năng nhỏ hơn rất nhiều so với năng lượng nghỉ mc2 do vậy

{\displaystyle \cos \theta =\lim _{v\to 0}{\frac {\sqrt {K_{1}K_{2}}}{2mc^{2}}}=0}
tiến đến zero, có nghĩa là góc θ tiến đến π /2. Hay đây là kết quả trong trường hợp phi tương đối tính.
- Ngược lại đối với trường hợp năng lượng rất cao, động năng trở lên lớn hơn so với mc2 do đó

{\displaystyle \cos \theta \simeq 1-{\frac {mc^{2}}{K_{1}}}-{\frac {mc^{2}}{K_{2}}}}
Trong trường hợp này cos tiến tới 1, do vậy góc giữa hai electron sau va chạm tiến tới zero. Điều này hàm ý kết quả khác lạ hoàn toàn so với cơ học cổ điển Newton.
Công thức trên cũng áp dụng cho va chạm giữa các hạt cơ bản khác như proton.

### Tán xạ Compton
Một ứng dụng vật lý của định luật bảo toàn động lượng và năng lượng đối với hệ hạt được sử dụng làm công cụ phân tích quá trình va chạm giữa một photon năng lượng cao với một electron ở trạng thái nghỉ hoặc có vận tốc rất nhỏ, hay còn gọi là quá trình tán xạ Compton.

## Hệ quy chiếu khối tâm và khối lượng của hệ hạt
Giả sử một hệ gồm các hạt không có tương tác với nhau nằm trong hệ quy chiếu R: với năng lượng {\displaystyle E_{\mathrm {system} }=E_{s}=\Sigma _{\text{J}}\,E_{\text{J}}} và động lượng {\displaystyle {\vec {p}}_{\mathrm {system} }={\vec {p}}_{s}=\Sigma _{\text{J}}\,{\vec {p}}_{\text{J}}\,} của hệ này trong hệ quy chiếu này đã biết và không đổi theo thời gian.
Trong vật lý cổ điển, định nghĩa khối tâm, và hệ quy chiếu quán tính mà ở trong nó khối tâm này bất động, đối mặt với một vấn đề: đó là chúng ta sử dụng véc tơ khoảng cách và khối lượng của các hạt trong hệ để định nghĩa khối tâm. Trong cơ học tương đối tính, một định nghĩa tương tự gặp phải khó khăn trong việc tìm ra hệ quy chiếu phù hợp (và chúng ta phải chọn khối lượng hay năng lượng?) mà không có một tiêu chuẩn quyết định.
Bằng cách sử dụng định nghĩa sau mà có thể áp dụng cho mọi trường hợp tương đối tính: nếu lấy tổng động lượng theo "khối tâm" trong hệ quy chiếu  R*  mà động lượng tổng cộng bằng 0, hay {\displaystyle \mathbf {p^{*}} =\Sigma _{\text{J}}\,\mathbf {p^{*}} _{\text{J}}={\vec {0}}}
Trong hệ quy chiếu này, năng lượng E* của hệ thỏa mãn {\displaystyle \ E^{*2}-p^{*2}c^{2}=E_{s}^{2}-p_{s}^{2}c^{2}} bởi vì đây chỉ là sự thay đổi hệ quy chiếu, do vậy {\displaystyle \ E^{*2}=E_{s}^{2}-p_{s}^{2}c^{2}}
Vận tốc tương đối giữa hai hệ quy chiếu R và R*, ký hiệu {\displaystyle \ v^{*}}, thỏa mãn {\displaystyle \ p_{s}={\frac {E_{s}v^{*}}{c^{2}}}}, 
nhưng vận tốc này hiếm khi được sử dụng trong tính toán.
Giá trị của khối lượng tổng  M*  của hệ do vậy nhận được là độc lập với hệ quy chiếu dùng để xác định nó: {\displaystyle M^{*2}c^{4}=E^{*2}=E_{s}^{2}-p_{s}^{2}c^{2}}
Bất biến này không ảnh hưởng bởi sự thay đổi tọa độ, và là sự xác nhận cho công thức véc tơ-4 động lượng của hệ có nghĩa rằng định nghĩa này thỏa mãn mọi tính chất dự định cho khối lượng.
Theo định luật bảo toàn năng lượng, và trong hệ không có tương tác qua lại giữa các hạt (do đó không phát sinh năng lượng ảnh hưởng tới năng lượng tổng cộng), chúng ta có: {\displaystyle E^{*}=M^{*}c^{2}=\Sigma _{j}E_{j}^{*}}
Năng lượng Ej* của mỗi hạt j (trong hệ quy chiếu R*) là tổng của năng lượng nghỉ mj c2 tương ứng với khối lượng nghỉ mj của mỗi hạt với động năng Kj* của hạt đó (tính trong hệ quy chiếu R*), hay: {\displaystyle \ E_{j}^{*}=\gamma _{j}^{*}m_{j}c^{2}=m_{j}c^{2}+K_{j}^{*}}. Từ đây ta có:
{\displaystyle M^{*}=\Sigma _{j}m_{j}+(\Sigma _{j}K_{j}^{*}/c^{2})}
Điều này chứng tỏ rằng: khối lượng tổng cộng của một hệ hạt lớn hơn tổng khối lượng từng hạt trong hệ.

## Sự không bảo toàn của khối lượng
Sự bảo toàn của véc tơ năng lượng-động lượng giải thích cho lý do trong một phản ứng khối lượng của một hệ không thể tự nó chuyển đổi một phần hoặc toàn bộ thành năng lượng được. Điều này đã được xác nhận trong các phản ứng phân hạch hạt nhân, tổng hợp hạt nhân và sự hủy của các hạt.

### Phân rã tự phát của một hạt
Giả sử một hạt đứng yên có khối lượng M,phân rã tức thời thành các hạt nhỏ hơn (khối lượng nghỉ) tương ứng {\displaystyle \ m_{1}} và {\displaystyle \ m_{2}}: như đã chứng minh được rằng khối lượng M lớn hơn khối lượng cộng tổng{\displaystyle \ (m_{1}+m_{2})} và sự chênh lệch này được tính vào động năng của các hạt.
Định luật bảo toàn năng lượng cho {\displaystyle \ Mc^{2}=E_{1}+E_{2}>m_{1}c^{2}+m_{2}c^{2}} bởi vì {\displaystyle \ E_{i}=\gamma _{i}m_{i}c^{2}>m_{i}c^{2}} và do {\displaystyle \ M>m_{1}+m_{2}}
Trong sự kiện mà {\displaystyle \ M<m_{1}+m_{2}}, sự phân rã này không thể xảy ra tự phát, và nó chỉ xảy ra nếu được cung cấp một lượng năng lượng ít nhất bằng "năng lượng liên kết" và bằng {\displaystyle \ m_{1}c^{2}+m_{2}c^{2}-Mc^{2}}
Định luật bảo toàn động lượng cho {\displaystyle {\vec {p}}_{1}+{\vec {p}}_{2}={\vec {0}}}, do {\displaystyle p_{1}^{2}=p_{2}^{2}}, từ đó rút ra {\displaystyle \ E_{1}^{2}-E_{2}^{2}=m_{1}^{2}c^{4}-m_{2}^{2}c^{4}}
Cuối cùng, các đẳng thức {\displaystyle \ Mc^{2}=E_{1}+E_{2}} và {\displaystyle \ E_{1}^{2}-E_{2}^{2}=m_{1}^{2}c^{4}-m_{2}^{2}c^{4}} xác định năng lượng của hai hạt mới: {\displaystyle \ E_{1}={\frac {M^{2}+m_{1}^{2}-m_{2}^{2}}{2M}}c^{2}} và {\displaystyle \ E_{2}={\frac {M^{2}+m_{2}^{2}-m_{1}^{2}}{2M}}c^{2}}
Sự chênh lệch khối lượng {\displaystyle \ M-(m_{1}+m_{2})} biến đổi thành động năng của hai hạt mới, với năng lượng lần lượt là {\displaystyle \ E_{1}} và {\displaystyle \ E_{2}}.
Có thể tính được "chuẩn" của véc tơ động lượng của hai hạt, và do đó là vận tốc của từng hạt.
Sự phân rã của hạt cũng tuân theo các định luật bảo toàn khác của cơ học lượng tử: bảo toàn số lượng tử, điện tích, spin...

## Trường hợp hạt khối lượng zero
Theo biểu thức cho E và p như là các hàm của m và v dẫn đến công thức
{\displaystyle p={\frac {v.E}{c^{2}}}}
Nếu vận tốc của hạt bằng với tốc độ ánh sáng (tức là, nếu {\displaystyle v=c}), do vậy {\displaystyle p=E/c} bằng cách tính {\displaystyle E^{2}-p^{2}c^{2}} chúng ta thấy rằng khối lượng của hạt phải bằng 0 và khi ấy {\displaystyle p=E/c} và do vậy {\displaystyle v=c}.
Cho nên một hạt có khối lượng bằng 0 tương đương với vận tốc của hạt bằng tốc độ ánh sáng.

## Ví dụ tia vũ trụ và muon
Trong thiên văn học đã phát hiện được các hạt với năng lượng rất cao: đó là các tia vũ trụ. Mặc dù cơ chế sản sinh ra các tia này vẫn còn là bí ẩn, nhưng các nhà thiên văn vật lý có thể đo được năng lượng của chúng. Kết quả đo được cho thấy giá trị năng lượng rất cao chứng tỏ phải áp dụng các công thức của thuyết tương đối hẹp để phân tích quá trình thiên văn vật lý này. Và do vậy tia vũ trụ cung cấp phương tiện lý tưởng để kiểm chứng thuyết tương đối của Einstein.
Năng lượng đo được của các hạt lớn tới cỡ 1020 electronvolt, hay bằng một trăm triệu lần TeV. Nếu giả sử tia vũ trụ là những hạt proton mang năng lượng cỡ 1020 eV, vậy thì vận tốc của những hạt này bằng bao nhiêu?
Trong biểu thức viết cho năng lượng E, số hạng m c2 biểu diễn cho năng lượng ứng với khối lượng nghỉ của hạt. Đối với của proton bằng khoảng 1 GeV, hay 109 eV. Tỉ số giữa E và m c2 là bằng 1020/109=1011 và do đó tính được hệ số {\displaystyle \gamma =\left(1-\left({\frac {v}{c}}\right)^{2}\right)^{-{\frac {1}{2}}}}. Vậy vận tốc của proton bằng bao nhiêu? Viết {\displaystyle 1-\left({\frac {v}{c}}\right)^{2}=\left[1+\left({\frac {v}{c}}\right)\right]\left[1-\left({\frac {v}{c}}\right)\right]\simeq 2\left[1-\left({\frac {v}{c}}\right)\right]} chúng ta tìm được
{\displaystyle 1-\left({\frac {v}{c}}\right)=0,5\times 10^{-22}}
Nói cách khác vận tốc của proton rất cao và xấp xỉ tốc độ ánh sáng. Nó chỉ nhỏ hơn cỡ 10−22 (nhưng vẫn không thể bằng).
Hãy xem giá trị này hàm ý hệ số tương đối tính giữa hệ quy chiếu của hạt và hệ quy chiếu trên Trái Đất bằng bao nhiêu. Thiên hà của chúng ta, với đường kính 100.000 năm ánh sáng, hay ánh sáng mất 100.000 năm để đi từ rìa bên này sang rìa bên kia. Đối với một quan sát viên trên Trái Đất, hạt proton băng qua thiên hà trong thời gian gần bằng như thế. Trong hệ quy chiếu tương đối tính của proton, khoảng thời gian này tương ứng nhỏ hơn 1011 lần, hay chỉ 30 giây (một năm Trái Đất xấp xỉ 3×107 giây). Hạt băng qua Ngân Hà trong vòng 30 giây đo trong hệ quy chiếu gắn với hạt trong khi đối với quan sát viên trên Trái Đất thời gian để nó băng qua là hơn 100.000 năm.

Một luồng các hạt từ các sự kiện thứ cấp sau khi một proton va vào khí quyển Trái Đất.

Khi các tia vũ trụ va chạm với các nguyên tử ôxi hoặc nitơ trong khí quyển Trái Đất ở độ cao 20 đến 50 kilômét so với mặt đất, hình thành ra một luồng các hạt thứ cấp năng lượng cao bắn ra, bao gồm các hạt muon. Một số hạt chuyển động với vận tốc gần bằng vận tốc ánh sáng hướng xuống mặt đất, xấp xỉ bằng 300.000 kilômét trên giây so với hệ quy chiếu gắn với Trái Đất. Do vậy các hạt này vượt qua 30 kilômét bề dày của lớp khí quyển trong thời gia 10−4 giây (hay 100 micro giây).
Trong hệ quy chiếu mà một hạt muon đứng yên, nửa thời gian sống của hạt bằng 2 μs (2 micro giây, hay 2x10−6 s). Điều này có nghĩa là, đối với một tập hợp hạt muon tạo ra trên tầng cao của khí quyển, một nửa sẽ biến đổi thành hạt khác sau thời gian 2 micro giây. Sau đó một nửa số hạt còn lại tiếp tục biến đổi thành hạt khác sau 2 micro giây tiếp theo và cứ như thế. Nếu nửa thời gian sống của hạt (2 micro giây) cũng là giá trị đo được trên Trái Đất, thì trong thời gian 10−4 giây hạt đi qua lớp khí quyển số lượng hạt muon sẽ giảm đi và đến được Trái Đất bằng 10−4 / 2×10−6 = 50 nửa thời gian sống. Do đó số hạt đến được mặt đất giảm xuống bởi hệ số (1/2)50 hay khoảng 10−15 và do vậy trong thực tế không thể phát hiện được các muon đến từ tầng cao của khí quyển.
Nhưng số lượng đo được xấp xỉ 1/8, vào khoảng (1/2)3, số lượng muon ban đầu đến được bề mặt Trái Đất, chứng tỏ rằng chúng chỉ bị biến đổi 2/3 so với 2/50. Có nghĩa rằng thời gian hạt đi qua lớp khí quyển có nửa thời gian sống bằng 3 chứ không phải 50, chỉ 6 micro giây (và không phải 100 micro giây). Kết quả này ủng hộ mạnh mẽ cho độ chính xác của thuyết tương đối hẹp đặc biệt là hiện tượng giãn thời gian và co độ dài (ở đây là cho muon) khi thực hiện đo lường từ một hệ quy chiếu khác (ở đây là trên Trái Đất). Trong ví dụ bằng số hệ số giãn thời gian bằng {\displaystyle \gamma =[1-(v/c)^{2}]^{-(1/2)}} và bằng 100/6.
Có thể tính được vận tốc và năng lượng của muon, quả thực giống như tính toán ở mục trên
{\displaystyle 1-(v/c)^{2}=2\times [1-(v/c)]=(6/100)^{2}}
mà dẫn đến
{\displaystyle 1-(v/c)\simeq 2\times 10^{-3}}
Vì khối lượng của muon vào khoảng 100 MeV, năng lượng của hạt bằng 100/6 lần lớn hơn, hay bằng 2000 MeV hoặc 2 GeV.

## Điện từ học trong thuyết tương đối
Trong không gian 3 chiều của cơ học Newton, một hạt mang điện tích q nằm trong điện trường {\displaystyle {\vec {E}}} và từ trường {\displaystyle {\vec {B}}} chịu tác động bởi lực Lorentz và phương trình chi phối chuyển động của hạt là
{\displaystyle d{\vec {p}}/dt=\,q\,({\vec {E}}\ +{\vec {v}}\wedge {\vec {B}})}
Để đưa công thức trên vào trong cơ học tương đối tính, chúng ta phải xét véc tơ-4 năng lượng-động lượng {\displaystyle \mathbf {p} } thay vì véc tơ {\displaystyle {\vec {p}}} và xác định sự biến thiên của véc tơ-4 này không phải là trong hệ quy chiếu Galileo bất kỳ mà là trong hệ quy chiếu riêng của chính hạt. Thành phần vế trái có dạng {\displaystyle d\mathbf {p} /d\tau }, với {\displaystyle \tau } là thời gian riêng của hạt. Trên vế phải là đại lượng độc lập với việc lựa chọn hệ quy chiếu và là một hàm tuyến tính của vận tốc {\displaystyle {\vec {v}}} của hạt. Thật vậy thành phần không gian của phương trình động lực là tuyến tính trong {\displaystyle \,{\vec {v}}\,} do nó được viết
{\displaystyle d{\vec {p}}/d\tau =\gamma d{\vec {p}}/dt=\gamma q({\vec {E}}\ +{\vec {v}}\wedge {\vec {B}})=q(u_{0}{\vec {E}}/c+{\vec {u}}\wedge {\vec {B}})}
Trong biểu thức này {\displaystyle \,u_{0}\,} và {\displaystyle {\vec {u}}} là các thành phần trong hệ quy chiếu của vectơ-4 {\displaystyle \mathbf {u} \,} có thể được viết thành:
{\displaystyle \mathbf {u} =(u_{0},{\vec {u}})=\left({\frac {c}{\sqrt {1-(v^{2}/c^{2})}}},{\frac {\vec {v}}{\sqrt {1-(v^{2}/c^{2})}}}\right)\equiv (\gamma c,\gamma {\vec {v}})}
Viết lại phương trình trên thành dạng tường minh với ba phương trình theo ba trục không gian:
{\displaystyle {\begin{cases}dp_{x}/d\tau =q(u_{0}E_{x}/c+u_{y}B_{z}-u_{z}B_{y})\\dp_{y}/d\tau =q(u_{0}E_{y}/c+u_{z}B_{x}-u_{x}B_{z})\\dp_{z}/d\tau =q(u_{0}E_{z}/c+u_{x}B_{y}-u_{y}B_{x})\end{cases}}}
Đối với thành phần thời gian của phương trình động lực (tương ứng với luật biến thiên của năng lượng) được viết thành
{\displaystyle dp_{0}/d\tau =\gamma d(W/c)/dt=\gamma q({\vec {E}}/c)\cdot {\vec {v}}\equiv q({\vec {E}}/c)\cdot {\vec {u}}}
trong đó W là công sinh bởi lực {\displaystyle q{\vec {E}}}
Bằng cách nhóm bốn phương trình trên như là các thành phần của không-thời gian bốn chiều, tốc độ thay đổi của véc tơ-4 năng lượng-động lượng viết thành
{\displaystyle {\begin{pmatrix}dp_{0}/d\tau \\dp_{x}/d\tau \\dp_{y}/d\tau \\dp_{z}/d\tau \end{pmatrix}}=q{\begin{pmatrix}0&E_{x}/c&E_{y}/c&E_{z}/c\\E_{x}/c&0&B_{z}&-B_{y}\\E_{y}/c&-B_{z}&0&B_{x}\\E_{z}/c&B_{y}&-B_{x}&0\end{pmatrix}}{\begin{pmatrix}u_{0}\\u_{x}\\u_{y}\\u_{z}\end{pmatrix}}}
Phương trình ma trận chúng ta vừa viết ở trên cho thấy trong thuyết tương đối hẹp điện trường và từ trường cấu thành lên một thực thể duy nhất. Thực sự là cách trình bày chia nhỏ ở trên theo các trục tọa độ đôi khi không chính xác khi bỏ qua những ưu điểm mạnh của thuyết tương đối hẹp và cần phải sử dụng và biểu diễn bằng công cụ phép tính tensor. Phương trình ma trận ở trên là diễn giải thành các thành phần của phương trình tensor, có tính chất không phụ thuộc vào hệ tọa độ miêu tả quá trình vật lý
{\displaystyle d\mathbf {p} /d\tau =q\mathbf {F} (\mathbf {u} )\,.}
{\displaystyle \mathbf {F} } là tensor của điện từ trường (tensor Maxwell hoặc tensor Faraday). Nó là đại lượng biểu diễn cho tính chất vật lý của điện từ trường. Các thành phần của nó biểu diễn theo hệ tọa độ cụ thể được viết ở phương trình ma trận bên trên.

### Sách
- Einstein, Albert (1920). Relativity: The Special and General Theory.
- Einstein, Albert (1996). The Meaning of Relativity. Fine Communications. ISBN 1-56731-136-9
- Logunov, Anatoly A. (2005) Henri Poincaré and the Relativity Theory (transl. from Russian by G. Pontocorvo and V. O. Soleviev, edited by V. A. Petrov) Nauka, Moscow.
- Charles Misner, Kip Thorne, and John Archibald Wheeler (1971) Gravitation. W. H. Freeman & Co. ISBN 0-7167-0334-3
- Post, E.J., 1997 (1962) Formal Structure of Electromagnetics: General Covariance and Electromagnetics. Dover Publications.
- Wolfgang Rindler (1991). Introduction to Special Relativity (2nd ed.), Oxford University Press. ISBN 978-0-19-853952-0; ISBN 0-19-853952-5
- Harvey R. Brown (2005). Physical relativity: space–time structure from a dynamical perspective, Oxford University Press, ISBN 0-19-927583-1; ISBN 978-0-19-927583-0
- Qadir, Asghar (1989). Relativity: An Introduction to the Special Theory. Singapore: World Scientific Publications. tr. 128. ISBN 9971-5-0612-2.
- Silberstein, Ludwik (1914), The Theory of Relativity, Cambridge University Press.
- Lawrence Sklar (1977). Space, Time and Spacetime. University of California Press. ISBN 0-520-03174-1.
- Lawrence Sklar (1992). Philosophy of Physics. Westview Press. ISBN 0-8133-0625-6.[liên kết hỏng]
- Taylor, Edwin, and John Archibald Wheeler (1992) Spacetime Physics (2nd ed.). W.H. Freeman & Co. ISBN 0-7167-2327-1
- Tipler, Paul, and Llewellyn, Ralph (2002). Modern Physics (4th ed.). W. H. Freeman & Co. ISBN 0-7167-4345-0

### Bài báo
- Alvager, T.; Farley, F. J. M.; Kjellman, J.; Wallin, L.; và đồng nghiệp (1964). "Test of the Second Postulate of Special Relativity in the GeV region". Physics Letters. Quyển 12 số 3. tr. 260. Bibcode:1964PhL....12..260A. doi:10.1016/0031-9163(64)91095-9.
- Darrigol, Olivier (2004). "The Mystery of the Poincaré–Einstein Connection". Isis. Quyển 95 số 4. tr. 614–26. doi:10.1086/430652. PMID 16011297.
- Wolf, Peter; Petit, Gerard (1997). "Satellite test of Special Relativity using the Global Positioning System". Physical Review A. Quyển 56 số 6. tr. 4405–09. Bibcode:1997PhRvA..56.4405W. doi:10.1103/PhysRevA.56.4405.
- Special Relativity Scholarpedia
- Special relativity: Kinematics Wolfgang Rindler, Scholarpedia, 6(2):8520. doi:10.4249/scholarpedia.8520

### Tác phẩm gốc
- Zur Elektrodynamik bewegter Körper Einstein's original work in German, Annalen der Physik, Bern 1905
- On the Electrodynamics of Moving Bodies English Translation as published in the 1923 book The Principle of Relativity.

### Thuyết tương đối hẹp cơ bản (không cần kiến thức toán)
- Wikibooks: Special Relativity
- Einstein Light Lưu trữ ngày 30 tháng 4 năm 2013 tại Wayback Machine An award-winning, non-technical introduction (film clips and demonstrations) supported by dozens of pages of further explanations and animations, at levels with or without mathematics.
- Einstein Online Lưu trữ ngày 1 tháng 2 năm 2010 tại Wayback Machine Introduction to relativity theory, from the Max Planck Institute for Gravitational Physics.
- Audio: Cain/Gay (2006) – Astronomy Cast. Einstein's Theory of Special Relativity

### Thuyết tương đối hẹp nâng cao (sử dụng công thức toán từ đơn giản đến phức tạp)
- Greg Egan's Foundations Lưu trữ ngày 25 tháng 4 năm 2013 tại Wayback Machine.
- The Hogg Notes on Special Relativity A good introduction to special relativity at the undergraduate level, using calculus.
- Relativity Calculator: Special Relativity Lưu trữ ngày 21 tháng 3 năm 2013 tại Wayback Machine – An algebraic and integral calculus derivation for E = mc2.
- MathPages – Reflections on Relativity A complete online book on relativity with an extensive bibliography.
- Relativity Lưu trữ ngày 29 tháng 8 năm 2011 tại Wayback Machine An introduction to special relativity at the undergraduate level, without calculus.
- Relativity: the Special and General Theory tại Dự án Gutenberg, by Albert Einstein
- Special Relativity Lecture Notes is a standard introduction to special relativity containing illustrative explanations based on drawings and spacetime diagrams from Virginia Polytechnic Institute and State University.
- Understanding Special Relativity The theory of special relativity in an easily understandable way.
- An Introduction to the Special Theory of Relativity (1964) by Robert Katz, "an introduction... that is accessible to any student who has had an introduction to general physics and some slight acquaintance with the calculus" (130 pp; pdf format).
- Lecture Notes on Special Relativity Lưu trữ ngày 30 tháng 4 năm 2013 tại Wayback Machine by J D Cresser Department of Physics Macquarie University.
- SpecialRelativity.net - An overview with visualizations and minimal mathematics.

### Mô phỏng các hệ quả của thuyết tương đối hẹp
- Raytracing Special Relativity Software visualizing several scenarios under the influence of special relativity.
- Real Time Relativity Lưu trữ ngày 8 tháng 5 năm 2013 tại Wayback Machine The Australian National University. Relativistic visual effects experienced through an interactive program.
- Spacetime travel A variety of visualizations of relativistic effects, from relativistic motion to black holes.
- Through Einstein's Eyes Lưu trữ ngày 14 tháng 5 năm 2013 tại Wayback Machine The Australian National University. Relativistic visual effects explained with movies and images.
- Warp Special Relativity Simulator A computer program to show the effects of traveling close to the speed of light.
- Animation clip trên YouTube visualizing the Lorentz transformation.
- Original interactive FLASH Animations from John de Pillis illustrating Lorentz and Galilean frames, Train and Tunnel Paradox, the Twin Paradox, Wave Propagation, Clock Synchronization, etc.
- Relativistic Optics at the ANU
- lightspeed An OpenGL-based program developed to illustrate the effects of special relativity on the appearance of moving objects.
- Animation showing the stars near Earth, as seen from a spacecraft accelerating rapidly to light speed.